# Pandémie de Covid-19 aux États-Unis
Pour un article plus général, voir Pandémie de Covid-19.
- aucun cas
- < 75 000 cas
- 75 000 à 149 999 cas
- 150 000 à 299 999 cas
- 300 000 à 599 999 cas
- > 600 000 cas

La pandémie de Covid-19 aux États-Unis, désigne les manifestations de la maladie infectieuse émergente induite par le SARS-CoV-2, responsable du COVID-19, aux États-Unis, où le premier cas confirmé est annoncé en janvier 2020.
De mai 2020 à août 2020, le pays est devenu l'épicentre de la pandémie, et selon l'OMS le pays où la pandémie de Covid-19 a le plus rapidement progressé.
La seconde semaine de juillet, le nombre de morts par jour dus au Covid-19 est reparti à la hausse dans le pays, alors que Donald Trump tweetait encore le 9 juillet que la hausse des cas détectés était uniquement liée au nombre de tests effectués, alors même que les experts s’accordaient pour dire que les contaminations augmentaient bien plus vite que les tests. Et fin juillet, le nombre de décès y dépassait (d'environ 11%) celui de toute l'Union européenne (pour une population de l'Union européenne supérieure à celles des États-Unis d'environ un tiers).
Les moyennes nationales lissent d'importantes disparités géographiques et temporelles dues aux foyers d'infection, et en donnent une lisibilité limitée.
L’espérance de vie aux États-Unis chute d'un an au premier semestre 2020. Cette baisse est particulièrement marquée pour les minorités, les Afro-américains perdant 2,7 ans d’espérance de vie (passant de 74,7 à 72), les hispaniques 1,9 an (81,8 à 79,9), et les Blancs 0,8 an (à 78 ans).
Le 24 octobre 2022, les États-Unis sont encore le pays le plus touché au monde avec un total de 99 095 642 cas déclarés et un total de 1 092 999 décès,.

## Chronologie

Nombre de cas (bleu) et nombre de morts (rouge) en échelle logarithmique.

Nombre de cas déclarés (échelle de l'axe du nombre des cas : logarithmique [en rouge] et linéaire [en bleu]). L'échelle logarithmique permet de visualiser l'évolution du taux de croissance relative de l'épidémie : ce taux évolue comme la pente de la courbe rouge.

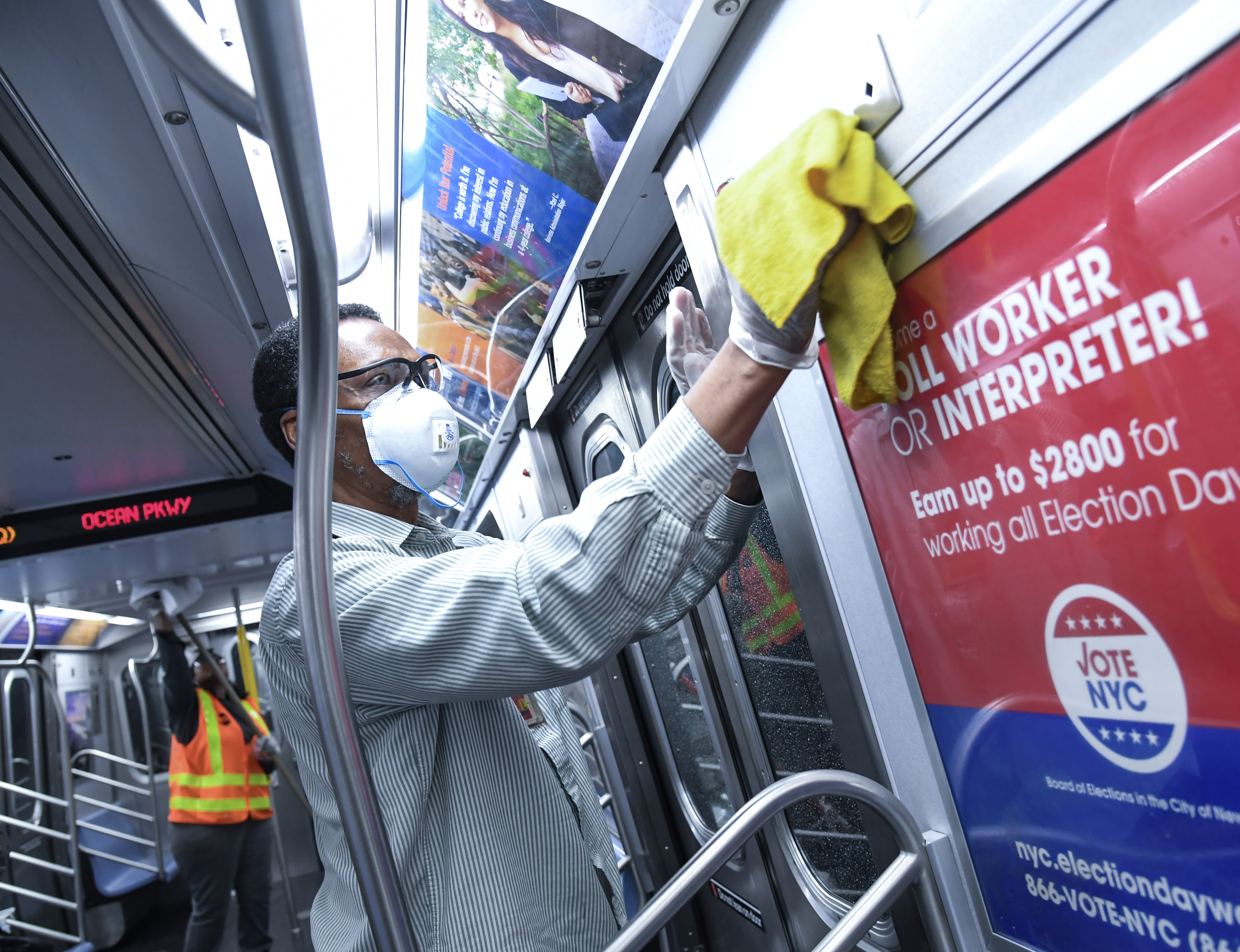
Le métro de New York est désinfecté.

États, territoires et comtés ayant ordonné un confinement.
Légende :
avec effet avant le 22 mars
avec effet avant le 29 mars
avec effet avant le 5 avril
avec effet avant le 12 avril
Carte complète incluant les municipalités

### 2020

#### Janvier
Le premier signalement d'un cas de Covid-19 aux États-Unis a lieu le 21 janvier 2020, chez un homme qui est revenu le 15 janvier d'une visite familiale à Wuhan, en Chine, à son domicile du comté de Snohomish. Il a consulté un médecin le 19 janvier. Le deuxième signalement d'un cas de Covid-19 sur le sol américain a lieu le 24 janvier, chez une femme qui est revenue aux États-Unis le 13 janvier de sa visite à Wuhan,. La femme a transmis le virus à son mari, et il a été confirmé qu'il avait le virus le 30 janvier, ce qui constitue le premier cas de transmission locale signalé aux États-Unis.
Le 31 janvier, le gouvernement américain a exigé que les Américains rentrant de la Chine après avoir voyagé dans la province du Hubei soient mis en quarantaine pendant 14 jours. Les États-Unis refusent l'entrée aux non-Américains ayant voyagé en Chine pendant les deux dernières semaines. Le gouvernement américain a évacué ses employés ainsi que ses citoyens non employés du Hubei et du navire de croisière Diamond Princess, en quarantaine dans le port de Yokohama.

#### Février
Les autorités sanitaires américaines, y compris les CDC, exhortent les gouvernements locaux, les entreprises et les écoles à élaborer des plans tels que l'annulation des rassemblements de masse ou le passage au télétravail afin d'être prêt en cas de besoin,.
Pour empêcher la propagation du coronavirus, les CDC recommandent de se laver les mains souvent avec du savon et de l'eau pendant au moins vingt secondes (ou d'utiliser un désinfectant pour les mains à base d'alcool avec au moins 60 % d'alcool à défaut de savon ou d'eau), d'éviter de toucher les yeux, le nez et la bouche, de couvrir la toux et les éternuements, de rester à la maison quand on est malade, d'éviter le contact avec les personnes malades, et de nettoyer et désinfecter les objets et les surfaces fréquemment touchés en utilisant un aérosol ou une lingette de nettoyage.
Les 6 et 17 février 2020, deux personnes décèdent du coronavirus, sans que la cause ne soit identifiée à cette époque.
Le président Trump se montre sceptique quant à la dangerosité du virus. Le 10 février, en meeting dans le New Hampshire, il déclare : « En avril, dès que les températures auront un peu remonté, ce virus disparaîtra. Comme par miracle ». »

#### Mars
Le 1er mars 2020, dans un « établissement de soins infirmiers qualifié » de l'État de Washington, un agent de santé présentant les symptômes de la Covid-19 est testé positif. Les 76 résidents subissent ensuite des tests rRT-PCR (échantillons nasopharyngés faits les 13 mars et 19 et 20 mars) et ils sont interrogés sur les symptômes qu'ils auraient éventuellement manifesté les 14 jours précédents (symptômes classés en quatre catégories numérotées de 1 à 4 : 1) typiques [fièvre, toux et essoufflement], 2) atypiques, 3) présymptomatiques et 4) asymptomatiques). Sur 76 résidents, 63 % sont déjà positifs au test mais 56 % sont asymptomatiques ou encore présymptomatiques. Les auteurs constatent que les charges en SARS-CoV-2 sont élevées et identiques dans tous les groupes de symptômes. Et, pour les sujets asymptomatiques au moment du test, mais devenus ensuite symptomatiques : avant les premiers symptômes (1 à 6 jours avant), 71 % de ces sujets présymptomatiques excrétaient le virus (confirmé viable sur culture de cellules). Dans ce centre médicalisé, parmi les 57 résidents testés positifs, 15 (soit 26 %) vont mourir de la Covid-19. Dans ce centre de soins, plus de 50 % des résidents étaient asymptomatiques lors du test. Ce foyer épidémique a fait l'objet d'une étude qui a confirmé que les asymptomatiques jouent un rôle majeur dans la transmission du SARS-CoV-2. Dans ce cas le dépistage basé sur les symptômes ne pouvait pas détecter la proportion en réalité élevée des sujets infectieux, et n'a pas permis de contrôler la transmission. La mortalité élevée (> 25 %) montre aussi selon les auteurs le besoin d'adapter la stratégie de soins infirmiers qualifiés aux États-Unis pour protéger les populations vulnérables tant qu'un vaccin ou un médicament ne sont pas disponibles.
Le 6 mars 2020, il y a au moins 236 cas confirmés et présumés de Covid-19 aux États-Unis, dont 14 décès[source insuffisante] (148 cas confirmés dont 10 décès selon les données de l'OMS). L'étude du génome viral montre que le virus est venu principalement de l'Europe.
Le 7 mars, 164 cas positifs dont 11 morts (ce décompte ne concerne pas les cas importés lors des rapatriements de citoyens américains) sont remontés aux Centres pour le contrôle et la prévention des maladies (CDC).
Au 11 mars, le nombre de personnes infectées passe à 1 010 cas dont 30 décès. Environ une semaine plus tard, il passe à 13 816 cas testés positifs et 207 morts.
Le 12 mars, Donald Trump annonce interdire l'entrée des Européens provenant de l'espace Schengen sur le sol des États-Unis (le Royaume-Uni et l'Irlande n'étaient initialement pas concernés et le sont le 16 mars) « pour protéger la santé et le bien-être de tous les Américains ». Le lendemain, vendredi 13 mars, il déclare l'état d'urgence sanitaire nationale, après que plusieurs États eurent aussi déclaré l'état d'urgence au niveau local. 50 milliards de dollars seront débloqués. Le nombre officiel de cas, sachant que peu de dépistages sont effectués, est au 13 mars de 1 755 cas et 41 morts.
Le 16 mars, l'État de New York ferme tous ses établissements scolaires et universitaires, ses bars et ses restaurants, puis ses cinémas et ses salles de spectacle, le tout au moins jusqu'au 20 avril. De nombreux autres districts scolaires, y compris ceux de Los Angeles, Seattle ou Washington, D. C., ont déjà pris cette mesure.
Le 17 mars, la Virginie-Occidentale enregistre son premier cas, et devient le dernier des 50 États de l'Union à être touché par la pandémie.
Le 18 mars, l'État de New York dénombre plus de 2 000 cas. Pour fournir une aide complémentaire aux hôpitaux civils, Donald Trump envoie un navire-hôpital de l'armée dans le port de New York, le USNS Comfort, avec mille chambres et salles d'opération.
Le 19 mars (jour qui coïncide avec le premier décès lié à la Covid-19 au Mexique), après des achats de panique ayant épuisé les stocks des supermarchés de Californie, des Américains traversent la frontière pour effectuer d'autres achats de panique au Mexique, ce qui provoque des pénuries dans plusieurs supermarchés de Tijuana. Le même jour, Donald Trump annonce avoir approuvé le recours à l'hydroxychloroquine pour lutter contre la Covid-19. Le groupe israélien spécialisé dans les médicaments génériques Teva Pharmaceutical déclare qu'il allait offrir aux hôpitaux américains dix millions de doses de ce médicament.
Le gouverneur de Californie, Gavin Newsom, décide le confinement de l'État à partir du 19 mars. Le 20, les États-Unis et le Mexique se mettent d'accord pour fermer leur frontière à tous les voyages non essentiels.

#### Avril
La Russie envoie le 1er avril un avion chargé d'aide humanitaire aux États-Unis. Cette aide a été évoquée lors d'un entretien téléphonique quelques jours auparavant entre le président russe Vladimir Poutine et son homologue américain Donald Trump. Selon le porte-parole du Kremlin, Dmitri Peskov : « Aujourd'hui, quand cette situation touche tout le monde sans exception et devient globale, il n'y a pas d'alternative aux actions dans l'esprit du partenariat et de l'assistance mutuelle ».
Les quartiers pauvres sont plus exposés à l'épidémie que les riches. Au 4 avril, les chiffres officiels faisaient état de plus de 1 100 cas de contamination repérés dans le seul quartier d'University Heights (situé dans le Bronx). En revanche, moins de 200 cas étaient recensés dans les centres de villégiature aisés comme Park Slope à Brooklyn, ou SoHo à Manhattan. Beaucoup d'habitants des quartiers pauvres exercent des professions ouvrières et, ne pouvant « télétravailler », sont contraints de continuer à se rendre sur leur lieu de travail. L'absence de couverture santé des plus démunis favorise également la propagation du virus.
Le 8 avril, le Secrétaire aux Relations Extérieures du Mexique Marcelo Ebrard annonce que 108 des morts aux États-Unis sont des citoyens mexicains, et que ce sont les consulats mexicains qui s'occupaient des ressortissants mexicains qui n'étaient pas pris en charge par les services de santé américains. Le 28 avril, il annoncera que ce chiffre est monté à 566. Le 18 mai, à 959.
Donald Trump met en cause la gestion de l'Organisation mondiale de la Santé (OMS), jugeant cette dernière proche de la Chine, et menace de suspendre tout financement américain. Les États-Unis avaient, en février 2020, déjà annoncé réduire de 53 % leur contribution au budget de l'OMS.
Le 11 avril, les États-Unis deviennent le pays au monde le plus endeuillé par la pandémie avec plus de 20 000 morts enregistrés pour plus de 500 000 cas répertoriés. La veille, le pays était le premier au monde a dépasser les 2 000 décès en 24 heures.
Le 14 avril, le Wyoming est le dernier État américain à enregistrer son premier décès dû à la Covid-19.
Au 16 avril, plus de 639 000 cas et plus de 30 000 décès sont recensés dans le pays.
Le 17 avril, Trump twitte sur son compte aux près de 80 millions d'abonnés : « Libérez le Minnesota ! » puis « Libérez le Michigan ! » et « Libérez la Virginie et sauvez votre formidable deuxième amendement. Il est assiégé ! » en référence au droit des citoyens américains de porter des armes. Le même jour, le président mexicain Andrés Manuel López Obrador téléphone à Trump, ils se mettent d'accord pour que le Mexique puisse acheter 1 000 respirateurs artificiels aux États-Unis afin qu'ils puissent s'occuper de leurs propres malades en réanimation, et sur la possibilité d'en racheter d'autres si le besoin s'en fait sentir. Le lendemain, ils se mettent d'accord pour prolonger les restrictions sur les passages à la frontière entre les deux pays.
Au 28 avril, le bilan atteignait 58 351 décès à cause de la pandémie aux États-Unis, ce qui fait que plus d'Américains sont morts de la covid-19 que durant toute la Guerre du Viêt Nam, alors que le nombre de personnes contaminées dépassait le million de cas. Ce jour-là, le vice-président Mike Pence va visiter un hôpital, et déclenche une polémique en refusant de porter un masque médical. Le même jour, le président Trump publie un décret qui classe les producteurs de viande de bœuf, de porc ou de volaille comme secteur crucial selon le Defense Production Act, ce qui dans les faits leur ordonne de maintenir leur activité, alors que dans les jours précédents les fermetures d'abattoirs s'étaient multipliées aux États-Unis à cause de la contamination de leurs salariés, obligeant les éleveurs à euthanasier leurs cheptelset faisant craindre une pénurie de viande dans les commerces d'alimentation.
Le 30 avril, des manifestants anti-confinements armés et équipés de gilets pare-balles entrent dans le Capitole de l'État du Michigan pour exiger un assouplissement des mesures de déconfinement pendant que les parlementaires y étaient réunis.

#### Mai
Une étude publiée mi-mai par les Centres américains de prévention et de lutte contre les maladies souligne que le nombre de décès causés par la Covid-19 dans l'État de New York est vraisemblablement sous-estimé de plusieurs milliers.
Le 27 mai, les États-Unis franchissent la barre symbolique des 100 000 morts.

#### Juin
La pandémie suscite l'inquiétude alors que les chiffres ne sont pas descendus et que l'Amérique est également concernée par les manifestations en hommage à George Floyd et l'élection présidentielle de novembre.
Le 17 juin, le nombre de décès atteint le chiffre de 116 850 (origine : CDC), soit plus que de décès des États-Unis lors de la Première Guerre mondiale (116 500 environ). La Covid-19 a eu un impact négatif sur les contrats d'affaires.
Les États-Unis engagent officiellement leur procédure de retrait de l’Organisation mondiale de la santé en juillet (alors même que l'épidémie semble connaitre un important rebond dans le pays, la plupart du temps dans des États républicains). Cette décision est déplorée par la Fédération des scientifiques américains, pour qui ce retrait « ne fera que nuire à la lutte mondiale contre le Covid-19 ». L’évolution de la situation dans les hôpitaux se dégrade. Selon The Washington Post, la remontée et synthèse de cette information étaient faites par les CDC et publiquement disponible sur internet, mais le 13 juillet ces données disparaissent du site internet des CDC, l'administration Trump ayant décidé de désormais confier ce travail à des organismes privés, suscitant une vive polémique dans le pays.

#### De juillet à la fin de l'année
Concernant le taux d'occupation des lits de réanimation au 15 juillet 2020 : pour certains États comme le Texas, la Floride et la Géorgie, ce taux était en hausse rapide ; et pour d'autres comme la Géorgie, il s'agit d'une seconde vague. Au contraire, dans les deux États de New York et du New Jersey, antérieurement fortement touchés le nombre de morts diminue beaucoup. Ces chiffres montrent que l'espoir ou idée que l'épidémie soit uniquement saisonnier et/ou hivernal était vain. Et d'autres statistiques (des CDC) montrent que « le risque d'hospitalisation pour cause de Covid-19 des Afro-Américains est cinq fois plus élevé que celui des Blancs ».
Selon les données du CDC entre le 26 janvier et le 3 octobre 2020, 299 028 personnes de plus que prévu sont décédées, environ les deux tiers de ces décès sont attribués au COVID-19.
Fin septembre, un cluster à la Maison-Blanche suscite l'attention car concerne plusieurs haut-placés.
Le 18 novembre, le chiffre de 250 000 décès est atteint (à cette date 76 830 Américains sont hospitalisés selon le COVID tracking project) ; le pays pourrait bientôt signaler 2 000 décès par jour ou plus rapporte The New York Times sur base de témoignages d'expert, égalant ou dépassant le pic printanier ; 100 000 à 200 000 Américains supplémentaires pourraient mourir dans les mois à venir. Anthony Fauci avait en mars prédit que le virus pourrait tuer plus de 240 000 personnes, chiffre désormais dépassé,.
En 2020 l’espérance de vie des Américains a diminué à 77 ans, une baisse de deux ans par rapport à l'année précédente. Le Covid-19 est en 2020 la troisième cause de décès dans le pays, après les maladies cardiovasculaires et le cancer. Elle descend à 76 ans en 2021.

### 2021
Au 24 février 2021, 18 millions de personnes, soit 6 % de la population, ont été vaccinées. Les habitants des régions les plus socialement favorisées semblent avoir bénéficié dans de plus fortes proportions de la campagne de vaccination. Une enquête de Statnews, un site spécialisé en matière de santé, soutient que plusieurs États – Californie, Connecticut, Floride, New Jersey et Mississippi – « ont vacciné dans des plus fortes proportions les comtés parmi les 10 % les plus riches ».
Les sentiments antivaccins seraient influencés par l'orientation politique des Américains. Ainsi, à l’échelle nationale, 41% des sympathisants républicains déclarent ne pas vouloir se faire vacciner, contre 11% des démocrates (mars 2021).
En juin 2021, l’État de Washington offre désormais un joint de cannabis à toute personne acceptant de se faire vacciner («joints for jabs»),. 
De même, à New York, À New York, où "71,8 % des adultes ont reçu au moins une dose de vaccin", et 54 % des résidents new-yorkais sont entièrement vaccinés, le maire Bill de Blasio annonce, pour la fin juillet, le don de 100 dollars à tout résident "qui recevra sa première dose de vaccin", ainsi que "des plats de restauration rapide, des billets pour les montagnes russes ou pour la statue de la Liberté". À partir de septembre, une preuve de vaccination est exigée "pour accéder à l’intérieur des restaurants, des salles de sport et de spectacle".
Fin octobre la Food and Drug Administration (FDA) autorise l’injection du vaccin Pfizer pour les enfants de 5 à 11 ans.
À New York, même si le vaccin n’est pas obligatoire pour les enfants dans les écoles, depuis le 14 décembre, "ils doivent présenter au moins une dose vaccinale pour entrer dans les lieux fermés (spectacles, restaurants, salles de sport) et participer aux activités parascolaires jugées à risque comme le sport, la danse ou la musique".
Le 20 décembre 2021, un communiqué officiel informe du premier mort dans le pays, au Texas, en relation avec le variant Omicron. Il s'agit d'un homme de la cinquantaine, non vacciné et qui avait déjà été affecté par la Covid-19.

### 2022
À la mi-janvier le pic des 800.000 cas est atteint, et, le 4 février, la barre de 900.000 morts, en près de deux ans, est franchie.
Depuis le 10 février l'Etat de New York n'impose plus "le port du masque dans les lieux clos - commerces, restaurants, salles de spectacle, entreprises", mais le masque reste "obligatoire dans les transports publics - trains, métros, bus, aéroports - qui relèvent d'une législation fédérale". Les contaminations aux Etats-Unis ont baissé "avec moins de 250.000 cas par jour en moyenne sur sept jours glissants", selon les autorités sanitaires.
En octobre 2022, des chercheurs ont observé et publié dans la revue Nature Human Behaviour que "l'Europe de l'Est et les États-Unis ont enregistré des déficits d'espérance de vie importants et durables”. Mais, avec le Suriname, les Etats-Unis restent le seul pays d'Amérique à rester fermé aux non vaccinés.

## Réponses à la pandémie
La réponse des États-Unis à la pandémie de COVID-19 consiste en diverses mesures prises par différents acteurs : la communauté médicale, les gouvernements fédéral, étatiques et locaux, les militaires et le secteur privé. La réponse du public a été très polarisée, avec des divisions partisanes observées et un certain nombre de protestations et de troubles simultanés compliquant la réponse.

### Réponse médicale

#### Réponse initiale en dehors des États-Unis
Le 6 janvier 2020, une semaine après que les États-Unis ont été informés de l'existence de l'épidémie en Chine, le département de la santé et des services sociaux et le CDC ont proposé d'envoyer une équipe d'experts américains de la santé en Chine. Selon le directeur du CDC, Robert R. Redfield, le gouvernement chinois a refusé de les laisser entrer, ce qui a contribué à ralentir l'identification du danger lié à l'épidémie et à la contenir avant qu'elle n'atteigne d'autres pays. Le secrétaire Alex Azar a déclaré que la Chine avait informé le monde beaucoup plus tôt qu'elle ne l'avait fait après leur épidémie de SRAS en 2003, mais qu'elle refusait sans donner d'explication l'aide du CDC pour lutter contre cette nouvelle épidémie.
Le 28 janvier 2020, le CDC a mis à jour ses recommandations de voyage en Chine, en plaçant ce pays au niveau 3, sa plus haute alerte. Azar a soumis les noms d'experts américains à l'OMS et a déclaré que les États-Unis fourniraient 105 $ millions de dollars de financement, ajoutant qu'il avait demandé 136 millions de dollars supplémentaires  au Congrès,. Le 8 février, le directeur général de l'OMS a annoncé qu'une équipe d'experts internationaux avait été constituée pour se rendre en Chine et il espérait que des responsables du CDC feraient également partie de cette mission,. L'équipe de l'OMS était composée de treize chercheurs internationaux, dont deux Américains ; elle a visité cinq villes de Chine avec douze scientifiques locaux pour étudier l'épidémie du 16 au 23 février 2020. Le rapport final a été publié le 28 février.
Fin janvier, l'aviateur américain Boeing a annoncé un don de 250 000 masques médicaux pour aider à faire face aux pénuries d'approvisionnement en Chine. Le 7 février 2020, le département d'État a déclaré qu'il avait facilité le transport de près de dix-huit tonnes de fournitures médicales vers la Chine, notamment des masques, des blouses, de la gaze, des respirateurs et d'autres matériels vitaux. Le même jour, le secrétaire d'État américain Pompeo a annoncé une somme de 100 millions de dollars afin d'aider la Chine et d'autres pays à lutter contre le virus.
Le 28 février 2020, le Département d'État a proposé d'aider l'Iran à combattre sa propre épidémie, alors que les cas et les décès dans ce pays augmentaient considérablement,. L'Iran a cependant déclaré que les sanctions américaines entravaient sa lutte contre la maladie, ce que les États-Unis ont nié, affirmant que l'Iran avait mal géré la crise.

#### Kits de test
Un rapport publié en janvier 2021 a révélé qu'une entreprise chinoise, BGI Group, tentait de distribuer ses kits de test COVID-19 dans au moins onze États des États-Unis. Les responsables américains du renseignement et de la sécurité ont lancé des avertissements sur les risques liés à l'utilisation de ces kits chinois, car BGI tentait d'utiliser l'ADN des patients, via les machines de séquençage génétique qui étaient présentées aux laboratoires américains. Cependant, les agences fédérales, y compris la Food and Drug Administration et la Federal Emergency Management Agency, ainsi que le département américain de la Santé et des Services sociaux ont poussé les États à utiliser les kits de test BGI, malgré ces avertissements. Avec onze autres États, le Nevada a reçu les kits de test fabriqués en Chine par la société de données et d'intelligence artificielle d'Abu Dhabi, Group 42, en collaboration avec BGI. Certaines des fournitures de test ont été utilisées au Nevada, mais des États comme l'Alabama, le Dakota du Sud, l'Ohio, le Rhode Island, le Massachusetts, l'Arkansas, la Californie, l'Indiana, le Kansas, la Caroline du Nord et la Pennsylvanie n'ont pas acheté les kits BGI,.

#### Recherche des contacts
La recherche des contacts est un outil pour contrôler les taux de transmission pendant le processus de réouverture. Certains États comme le Texas et l'Arizona ont choisi de procéder à la réouverture faire de recherche des cas contacts. Les experts de la santé ont exprimé des inquiétudes quant aux lacunes dans la formation et l'embauche d'un personnel suffisant pour réduire la transmission. Les problèmes de confidentialité ont empêché des mesures telles que celles imposées en Corée du Sud où les autorités ont utilisé le suivi des téléphones portables et les détails des cartes de crédit pour localiser et tester des milliers de clients de boîtes de nuit lorsque de nouveaux cas ont commencé à apparaître. Le financement de la recherche des cas contacts est considéré comme insuffisant, et même les États les mieux financés ont rencontré des difficultés pour entrer en contact avec les contacts. Le Congrès a alloué 631 $ millions pour financer les programmes de veille sanitaire des États et des collectivités locales ; mais le Johns Hopkins Center for Health Security estime que 3,6 $ milliards seront nécessaires. Le coût augmente avec le nombre d'infections et la recherche des contacts est plus facile à mettre en œuvre lorsque le nombre d'infections est plus faible. Les responsables de la santé craignent également que les plus pauvres soient détectés tardivement et « pourraient également être entravés par la méfiance des minorités envers les responsables de la santé publique ».
Au 1er juillet 2020, seuls quatre États utilisaient des applications de recherche des contacts dans le cadre de leurs stratégies sanitaires pour contrôler la transmission. Les applications documentent les rencontres numériques entre smartphones, de sorte que les utilisateurs sont automatiquement avertis si une personne avec laquelle ils ont été en contact a été testée positive. Les responsables de la santé publique en Californie affirment que la plupart des fonctionnalités pourraient être dupliquées en utilisant des communications par SMS, chat, e-mail et téléphone.

#### Développement de la pharmacothérapie

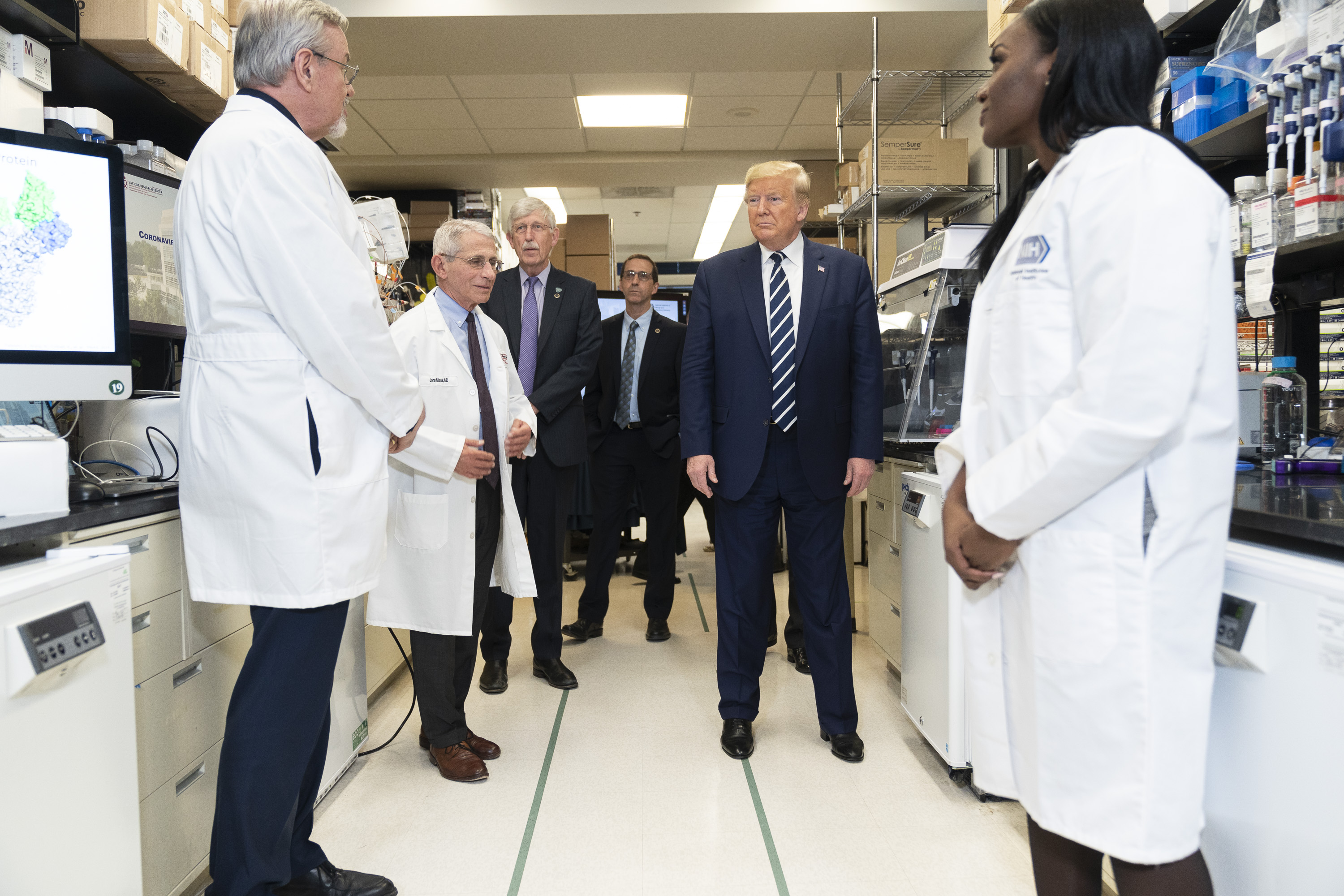
3 mars : Le président Trump et Anthony Fauci visitent le Centre de recherche sur les vaccins et le Laboratoire de pathogenèse virale au National Institutes of Health.

Aux États-Unis, le remdesivir est indiqué chez les adultes et les adolescents (âgés de douze ans et plus et pesant au moins 40 kilogrammes (88,184904 lb)) pour le traitement de la COVID‑19 nécessitant une hospitalisation. En novembre 2020, la FDA a délivré une autorisation d'utilisation d'urgence (EUA) pour l'association du baricitinib avec le remdesivir, pour trait des cas de COVID-19 suspecté ou confirmé en laboratoire chez les personnes hospitalisées âgées de deux ans ou plus, nécessitant de l'oxygène supplémentaire, une ventilation mécanique invasive, ou oxygénation par membrane extracorporelle (ECMO). En août 2020, il existait plus de 500 thérapies potentielles pour combattre la maladie COVID‑19 à divers stades de recherche préclinique ou clinique.

##### Hydroxychloroquine et chloroquine
Début mars, le président Trump a ordonné à la FDA de tester certains médicaments pour découvrir s'ils avaient le potentiel de traiter les patients atteints de COVID-19. Parmi ceux-ci figuraient la chloroquine et l'hydroxychloroquine, qui sont utilisées avec succès pour traiter le paludisme depuis plus de cinquante ans. En France, les tests réalisés par le chercheur Didier Raoult avait donné des résultats positifs, bien que l'étude ait été critiquée pour des défauts de conception, la petite taille de l'échantillon et le fait qu'elle ait été publiée avant l'examen par les pairs. L'une des études de Didier Raoult sur le COVID-19 a ensuite été retirée par l'International Journal of Antimicrobial Agents.
Le 28 mars 2020, la FDA a délivré une autorisation d'utilisation d'urgence (EUA) qui a permis à certains patients hospitalisés COVID-19 d'être traités avec de l'hydroxychloroquine ou de la chloroquine,,. Puis le 15 juin, la FDA a retiré l'EUA pour l'hydroxychloroquine et la chloroquine comme traitements potentiels du COVID-19. La FDA a déclaré que les preuves disponibles ne montraient « aucun avantage pour réduire la probabilité de décès ou accélérer la guérison ». Le 1er juillet, la FDA a publié un examen des problèmes de sécurité associés aux médicaments, y compris des arythmies cardiaques mortelles parmi d'autres effets secondaires.
Fin juillet 2020, le président Trump continuait de promouvoir l'utilisation de l'hydroxychloroquine contre le COVID-19. Il s'opposait ainsi à la position du NIH, qui affirmait que le médicament était « très peu susceptible d'être bénéfique pour les patients hospitalisés atteints de COVID-19 ».

#### Recherche, développement et déploiement de vaccins
Depuis le début de 2020, plus de 70 entreprises dans le monde (dont cinq ou six opérant principalement aux États-Unis) ont commencé la recherche sur les vaccins,. En vue de la production à grande échelle, le Congrès a prévu plus de 3,5 milliards de dollars à cette fin dans le cadre de la loi CARES,. Le 5 août 2020, les États-Unis ont accepté de payer à Johnson et Johnson plus d'un milliard de dollars pour fabriquer 100 millions de doses de vaccin COVID-19. L'accord donnait par ailleurs aux États-Unis la possibilité de commander 200 millions de doses supplémentaires. Les doses étaient censées être fournies gratuitement aux Américains si elles étaient utilisées dans une campagne de vaccination contre le COVID-19.
BIO, un groupement d'entreprise comprenant tous les fabricants de vaccins contre les coronavirus à l'exception d'AstraZeneca, a tenté de persuader le secrétaire Azar de publier des directives strictes de la FDA qui pourraient aider à garantir la sécurité et l'adoption publique du vaccin. Cependant, la politique a eu un impact sur la recherche scientifique lorsque le chef de cabinet Mark Meadows a bloqué la FDA lorsqu'il s'est rendu compte que le calendrier de mise à disposition des doses rendrait impossible l'autorisation d'un vaccin avant les élections présidentielles de novembre,. Au bout du compte, les consignes ont émergé du Bureau de la gestion et du budget et ont été publiées sur le site Web de la FDA.
Le 20 novembre 2020, le partenariat Pfizer-BioNTech a soumis une demande d'autorisation d'utilisation en urgence pour son vaccin à la Food and Drug Administration (FDA), qui a été accordée le 11 décembre. Le 18 décembre 2020, la FDA a accordé l'autorisation d'utilisation en urgence du vaccin Moderna, que Moderna avait demandée le 30 novembre 2020.
À partir du 14 décembre 2020, les premières doses de vaccin COVID-19 ont été administrées aux États-Unis. Le CDC et chaque État gardent une trace du nombre de vaccins administrés.
Après son entrée en fonction en janvier 2021, le nouveau président américain Joe Biden a signé un décret exécutif pour augmenter la production et la distribution de vaccins, afin d'administrer cent millions de doses au cours de ses 100 premiers jours de son mandat. Le 13 février 2021, le CDC a publié des données montrant que 50,6 millions de doses avaient été administrées à 37 millions de personnes, 13 millions entièrement vaccinées et les autres attendant leur deuxième dose.
Dans une allocution du 11 mars 2021, Joe Biden a annoncé qu'il ferait pression pour que tous les États rendent la vaccination universellement accessible à tous les adultes au plus tard au 1er mai 2021. Il a annoncé d'autres initiatives prévues pour améliorer et élargir la distribution.

### Réponses des gouvernements fédéral, étatiques et locaux
Le gouvernement fédéral des États-Unis a répondu à la pandémie par diverses déclarations d'urgence, qui ont entraîné des restrictions de voyage et d'entrée. Il a par ailleurs imposé des directives et des recommandations concernant la fermeture des écoles et des lieux de réunion publics, les fermetures et d'autres restrictions destinées à ralentir la progression du virus, que les gouvernements étatiques, territoriaux, tribaux et locaux ont suivis.
À compter du 15 juillet 2020, la centralisation des données des données du COVID-19 aux États-Unis passe des Centers for Disease Control and Prevention au Department of Health and Human Services,,. Cependant, « les hôpitaux peuvent être dispensés de rendre compte directement au gouvernement fédéral s'ils reçoivent une autorisation écrite de l'État indiquant que l'État collectera les données des hôpitaux et prendra en charge les rapports fédéraux ».

### Recours à l'armée
Le 3 février 2020, un document d'information non classifié de l'armée américaine sur le coronavirus prévoyait que dans un scénario improbable de « cygne noir », « entre 80 000 et 150 000 pourraient mourir ». La théorie affirmait que les personnes asymptomatiques pouvaient « facilement » transmettre le virus. Elle indiquait également que les forces militaires pourraient être chargées de fournir un soutien logistique et médical aux civils, y compris « fournir des EPI (masque facial N-95, protection oculaire et gants) aux évacués, au personnel et au personnel du Department of Defense »,.

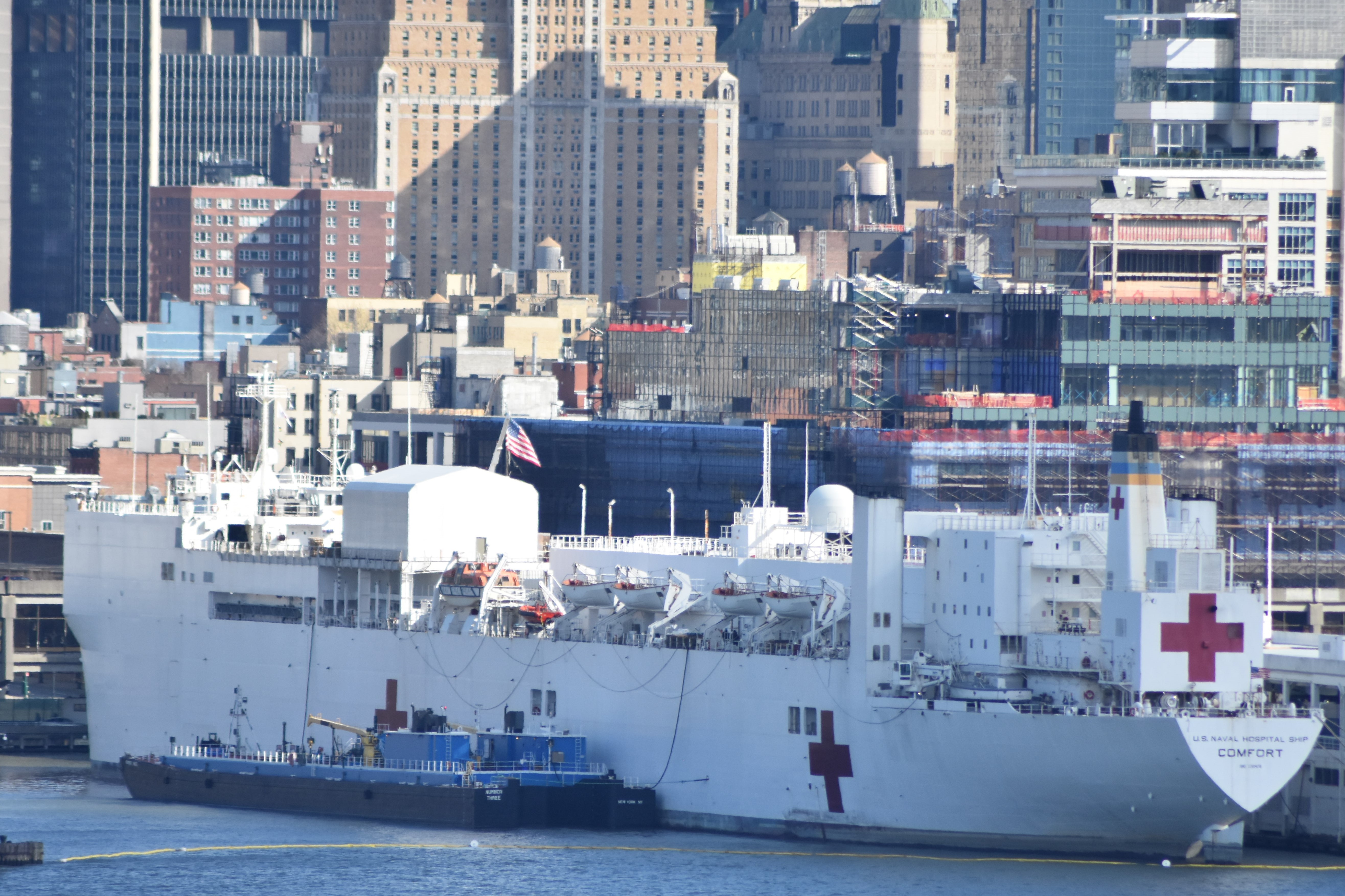
, amarré à Manhattan

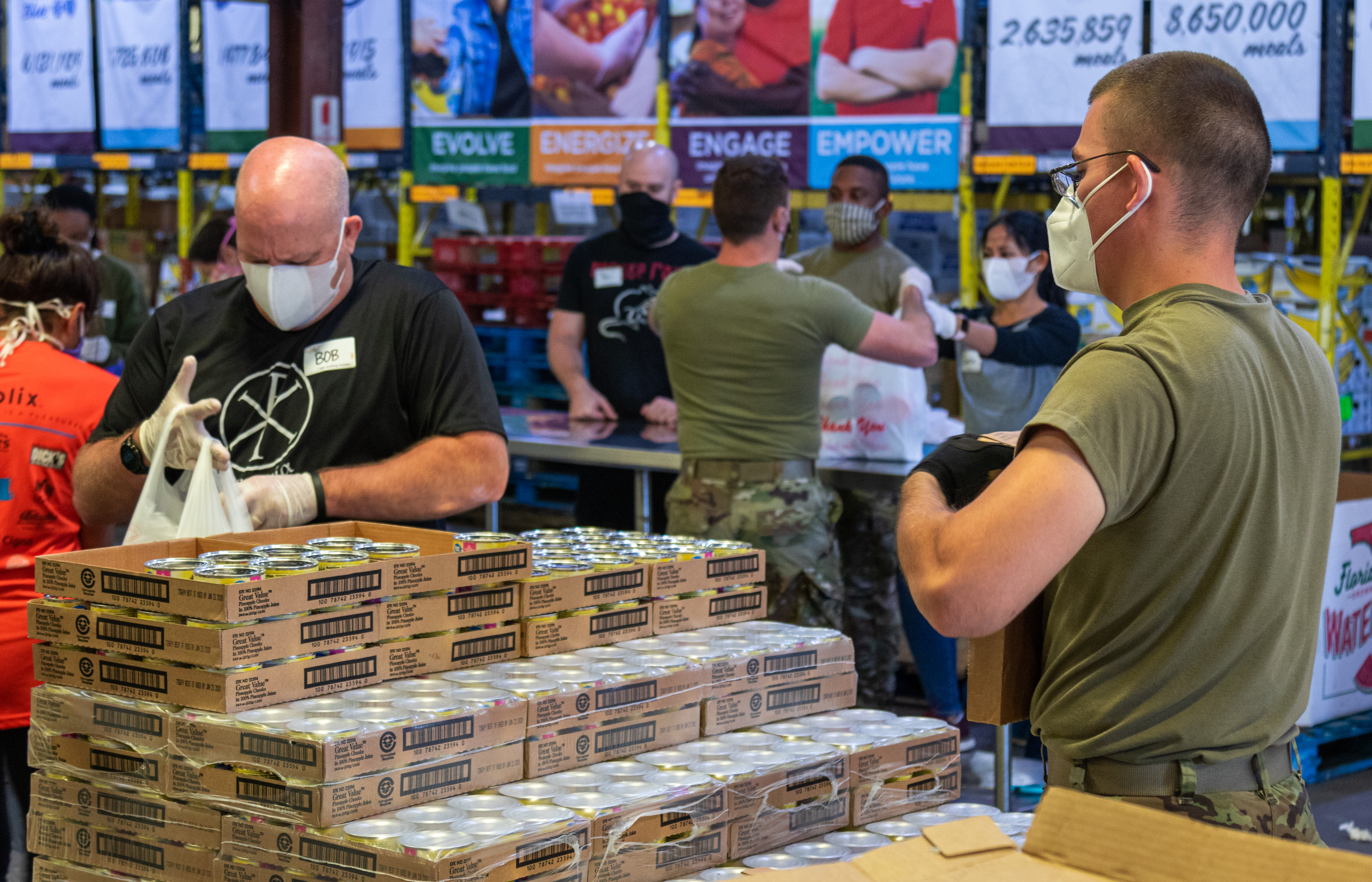
Les membres de la Garde nationale de Floride soutiennent Feed Tampa Bay dans leurs efforts pour distribuer de la nourriture aux habitants.

À la mi-mars 2020, le gouvernement a commencé à demander à l'armée d'utiliser sa capacité de soins dans les zones touchées par l'épidémie. L'United States Army Corps of Engineers (USACE), sous l'autorité de la Federal Emergency Management Agency (FEMA), a loué des bâtiments privés dans tout le pays. Ils comprenaient des hôtels, des dortoirs universitaires convertis en hôpitaux temporaires. Par exemple, le Jacob K. Javits Convention Center de New York a été rapidement transformé en un établissement de soins de 2 000 lits le 23 mars 2020. L'armée a également mis en place des hôpitaux de campagne dans plusieurs villes touchées.
Certaines de ces installations avaient des unités de soins intensifs pour les patients COVID-19, tandis que d'autres accueillaient des patients non covid pour permettre aux hôpitaux de se concentrer sur la pandémie,. Au plus fort de cet effort, le US Northern Command avait déployé 9 000 membres du personnel médical militaire.
Le 18 mars 2020, en plus des nombreux hôpitaux éphémères à l'échelle nationale, la Marine a déployé deux navires-hôpitaux, l'USNS Mercy et USNS Comfort, qui devaient accueillir des patients non covid transférés depuis des hôpitaux à terre, afin que ces hôpitaux puissent se concentrer sur les cas de virus. Le 29 mars, invoquant la réduction des capacités médicales à terre et la fermeture des installations du port de Miami aux nouveaux patients, les garde-côtes américains ont exigé que les navires transportant plus de cinquante personnes se préparent à soigner les personnes malades à bord,.
Le 6 avril 2020, l'armée a annoncé que la formation de base serait reportée pour les recrues. Les recrues déjà en formation poursuivraient ce que l'armée appelle une « formation à distance ». Cependant, les militaires, en général, sont restés prêts à toute éventualité dans un environnement COVID-19. Au 9 avril, près de 2 000 militaires avaient confirmé des cas de COVID-19.
En avril 2020, l'armée a prévu de reprendre l'entraînement collectif. La distanciation sociale des soldats est de rigueur pendant la formation, les réunions et le transport entre les sites. Les températures des soldats sont mesurées à des intervalles déterminés et des mesures sont prises pour traiter immédiatement les soldats malades,,,.
Le 26 juin 2020, la VA a signalé 20 509 cas de COVID-19 et 1 573 décès parmi les patients, plus de 2 000 cas et 38 décès parmi ses propres employés. Depuis juillet 2020, du personnel de réserve supplémentaire est en « ordre de préparation au déploiement » au Texas et en Californie.

### Mesures d'hygiène prises dans le secteur privé
De nombreux concierges et employés de nettoyage à travers les États-Unis ont signalé qu'ils n'avaient pas reçu suffisamment de temps, de ressources ou de formation pour nettoyer et désinfecter les bâtiments contre le COVID-19. Un pilote a rapporté que moins de dix minutes étaient allouées pour nettoyer des avions entiers entre l'arrivée et le départ, ce qui ne permettait pas aux agents d'entretien de désinfecter les tables à plateaux et les salles de bain ; ils ne pouvaient essuyer uniquement ceux qui « [avaient] l'air sales ». Les chiffons de nettoyage et les lingettes ont été réutilisés et les agents désinfectants, tels que l'eau de Javel, n'ont pas été fournis. Les employés se sont également plaints de ne pas être informés si des collègues étaient positifs pour le virus. L'Occupational Safety and Health Administration (OSHA), l'agence fédérale qui réglemente la sécurité et la santé au travail, a enquêté sur certaines de ces plaintes. Mary Kay Henry, présidente de Service Employees International Union, qui représente 375 000 gardiens américains, a expliqué que « les réouvertures se sont produites dans tout le pays sans trop de considération pour les normes de nettoyage ». Elle a demandé de meilleures normes gouvernementales et la mise en place d'un système de certification.

### Défis
L'épidémie a incité les États-Unis à adopter des politiques sociales communes à d'autres pays riches, notamment les soins de santé universels, la garde d'enfants universelle, les congés de maladie payés et des niveaux de financement plus élevés pour la santé publique,,.
Les valeurs culturelles américaines d'individualisme et de scepticisme à l'égard du gouvernement ont créé des difficultés pour amener la population à se conformer aux directives de santé publique. La prévalence de la fatigue pandémique a entraîné d'autres cas de non-conformité aux règles,.

## Limites du système de santé
D'après Anthony Fauci, le directeur de la National Institute of Allergy and Infectious Diseases : « le système […] n'est pas vraiment adapté à ce dont nous avons besoin maintenant… C'est un échec, admettons-le ». Ainsi au début de la crise, quelques critiques considèrent que le « public health system » n'est public qu'en tant que somme des intérêts privés, mais sans apporter de dimensions relatives au bien commun.
Face à l'épidémie, même « les partisans les plus convaincus d'un système de santé individualisé et privé » constatent les risques que cause le modèle américain à l'ensemble des citoyens, écrit la journaliste Stéphanie Le Bars. En effet, « les personnes non (ou mal) assurées potentiellement touchées par le virus ont deux options : retarder leur prise en charge en espérant que la maladie recule ou, si leur état se dégrade, se rendre aux urgences d'un hôpital, sans connaître le montant de la facture qui leur sera ensuite adressée. Même assurés, nombre d'Américains sont traditionnellement enclins à reporter les soins faute d'assurance ad hoc. »
Selon le rapport de la base de données sur les coûts des soins de santé FAIR Health, les Américains non assurés atteints par la Covid-19 paieraient en moyenne 73 300 dollars pour un séjour à l'hôpital de six jours. En outre, certaines personnes finalement testées négatives et n'ayant pas été hospitalisées ont tout de même dû payer près de 3 000 dollars. Cette situation est aggravée par le creusement des inégalités sociales. Le système de santé américain était moins préparé à faire face à une crise que la plupart des systèmes de santé des pays développés.
Pour l'universitaire Johanna Fernandez, concernant l'origine du New York mess (« chaos new-yorkais ») : « On s'attarde sur l'irresponsabilité de la gestion de Trump. Mais c'est bien plus profond. C'est toute une organisation de la société qui est en cause. » Elle ajoute, à l'absence de couverture maladie et au chômage, la submersion d'un système de santé dominé par le privé et son principe de « maximisation des profits ». Lequel a conduit les hôpitaux à fonctionner en flux tendus, donc à manquer aujourd'hui de personnel soignant comme de matériels « aussi essentiels que les respirateurs ».
La journaliste d'investigation du New York Times, Sarah Kliff, a révélé que seuls 16 000 des 70 000 respirateurs commandés en 2006 « pour faire face à une pandémie de dimension modérée » ont été livrés. L'entreprise auxquels ils avaient été commandés avait été rachetée par le groupe Covidien, le géant du secteur de l'équipement médical, qui a considéré l'affaire comme pas suffisamment rentable financièrement « et a préféré rompre le contrat ». Quant aux lits d'hôpitaux, la recherche de rentabilité a conduit les États-Unis à se doter d'un nombre de lits « bien moins important que les autres pays développés ». Le taux d'occupation des hôpitaux new-yorkais était, avant la crise, fixé à 95 %, seuil indispensable pour qu'ils génèrent suffisamment de profits.
À Los Angeles, le directeur de la santé publique a recommandé aux familles de rapidement retirer leurs proches des maisons de soins infirmiers (ce qui est irréalisable pour de nombreuses familles ; en 2017, environ 1,4 million d'Américains étaient soignés dans ces lieux, dont 64 % comptant sur Medicaid pour payer leurs soins).

### Pénuries de fournitures médicales

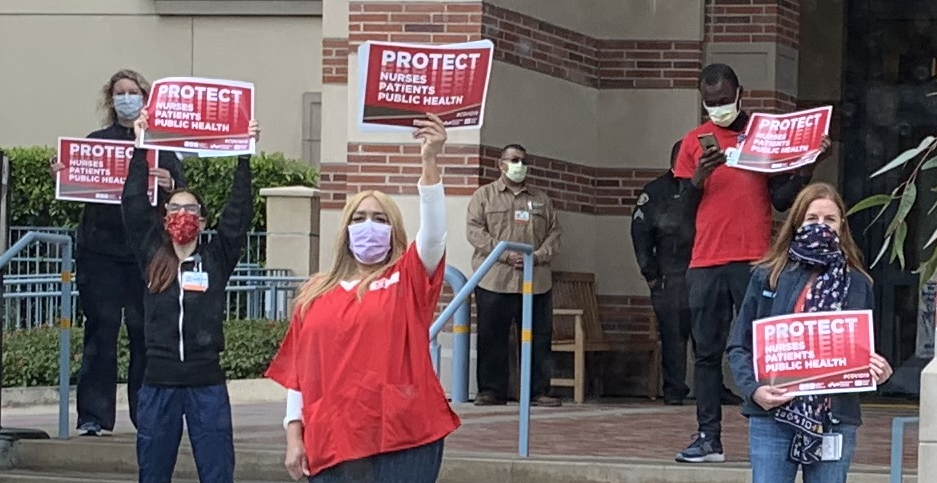
13 avril 2020 : Manifestation de National Nurses United contre le manque d'équipement de protection individuelle au centre médical de l'UCLA.

Le premier cas connu de COVID-19 aux États-Unis a été confirmé par le CDC le 21 janvier 2020. Le lendemain, le patron de l'entreprise de fournitures médicales Prestige Ameritech a écrit aux responsables du HHS pour dire qu'il pourrait produire des millions de masques N95 par mois. Dans une lettre de suivi du 23 janvier, le propriétaire de l'entreprise a informé le gouvernement que « Nous sommes la dernière grande entreprise nationale de masques », sans succès.
Le 5 février 2020, les responsables de l'administration Trump ont décliné une offre de financement du Congrès contre le coronavirus. Le sénateur Chris Murphy a rappelé que les responsables, y compris le secrétaire Azar, « n'avaient pas besoin de financement d'urgence, qu'ils seraient en mesure de le gérer dans les limites des crédits existants ». Le 7 février 2020, Mike Pompeo a annoncé que l'Administration Trump avait fait don de plus de milliers de kilos de « masques, blouses, gaze, respirateurs et autres matériels vitaux » à la Chine le jour même où l'OMS a mis en garde contre « le stock limité d'EPI (équipements de protection individuelle ) ».
En février 2020, le ministère du Commerce a publié des directives conseillant aux entreprises américaines de se conformer au processus accéléré de Pékin pour la vente de « produits médicaux essentiels », qui exigeait que les masques expédiés à l'étranger respectent les normes américaines. Selon les déclarations des douanes chinoises, plus de 600 tonnes de masques ont été expédiées en Chine en février.
Début mars 2020, les États-Unis aveint environ douze millions de masques N95 et trente millions de masques chirurgicaux dans le stock national stratégique (SNS) ; mais le DHS a estimé que le stock ne comptait que 1,2 % des quelque 3,5 milliards de masques qui seraient nécessaires si COVID-19 devaient devenir une pandémie « à part entière ». Une précédente étude du CDC en 2015 a révélé que sept milliards de respirateurs N95 pourraient être nécessaires pour gérer une « épidémie respiratoire grave ».
En mars 2020, le SNS disposait de plus de 19 000 ventilateurs (16 660 immédiatement disponibles et 2 425 en maintenance), tous datant d'administrations précédentes. La FEMA a déclaré que l'agence « n'a pas activement encouragé ou découragé les entreprises américaines d'exporter » et a demandé à l'USAID de renvoyer ses réserves d'équipements de protection à utiliser aux États-Unis0,. Le président Trump a évoqué le Defense Production Act dans le but d'interdire certaines exportations médicales. Certains analystes ont averti que les restrictions à l'exportation pourraient entraîner des représailles de la part des pays qui ont des fournitures médicales que les États-Unis doivent importer.

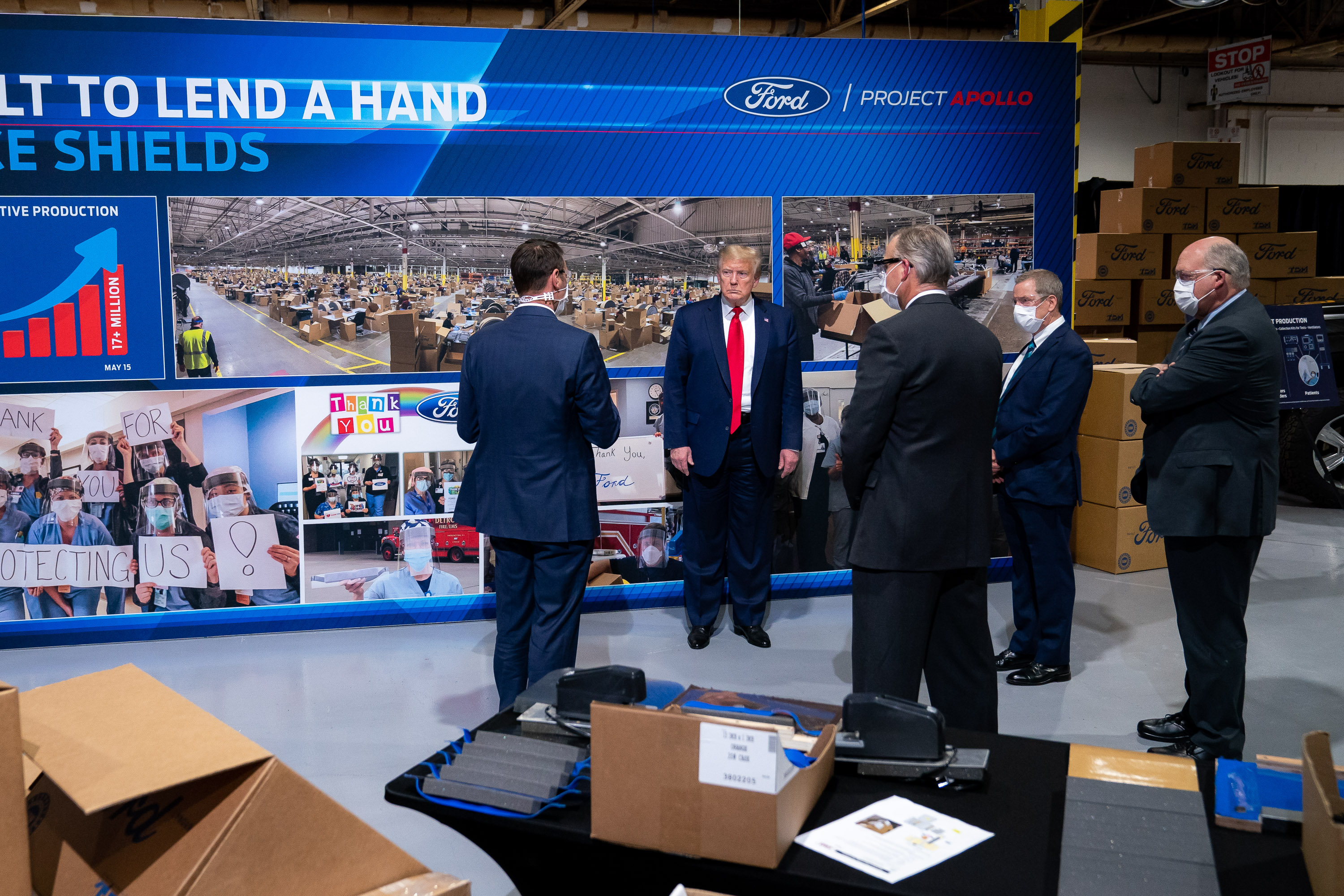
21 mai : Le président Trump s'est rendu à l'usine de composants Ford Rawsonville à Ypsilanti, dans le Michigan, pour visiter l'usine où les ventilateurs étaient produits.

Fin mars 2020, les États étaient en concurrence les uns contre les autres et contre le gouvernement fédéral pour obtenir des fournitures médicales rares telles que des masques N95, des masques chirurgicaux et des respirateurs,,. Pendant ce temps, alors que les États se précipitaient pour acheter des fournitures à des prix gonflés auprès de distributeurs tiers (dont certains se sont révélés plus tard défectueux), des centaines de tonnes de masques ont été expédiées par fret aérien à des acheteurs étrangers en Chine et dans d'autres pays.
Des organisations médicales telles que l'American Medical Association et l'American Nurses Association ont imploré Trump pour obtenir des fournitures médicales, car elles étaient « nécessaires de toute urgence ». Cela a conduit le président Trump à signer une ordonnance précisant la loi sur la production de défense, utilisée pour la première fois pendant la guerre de Corée, pour accorder au gouvernement fédéral un large éventail de pouvoirs, notamment imposer aux industries ce qu'il faut produire, allouer des fournitures, donner des incitations aux industries et permettant aux entreprises de coopérer. Trump a ensuite ordonné au constructeur automobile General Motors de fabriquer des respirateurs artificiels.
Au cours de cette période, les hôpitaux aux États-Unis et dans d'autres pays signalaient des pénuries de kits de test, de tampons de test, de masques, de blouses et de gants (collectivement appelés EPI),,. Le Bureau de l'inspecteur général du Département américain de la santé et des services sociaux a publié un rapport concernant son enquête du 23 au 27 mars 2020 auprès de 323 hôpitaux. Les hôpitaux ont signalé « de graves pénuries de fournitures de test », « de fréquentes attentes de sept jours ou plus pour les résultats des tests », ce qui a prolongé la durée du séjour des patients et, par conséquent, « la disponibilité limitée des lits, les fournitures d'équipement de protection individuelle (EPI) et recrutement ». Les hôpitaux ont également signalé « des pénuries généralisées d'EPI » et « des directives changeantes et parfois incohérentes des autorités fédérales, étatiques et locales ». Lors d'une conférence de presse après la publication du rapport, le président Trump a qualifié le rapport de « faux » et a remis en question les motivations de l'auteur. Plus tard, il a appelé le rapport « un autre faux dossier ».
Début avril 2020, il y avait une pénurie généralisée d'EPI, notamment de masques, de gants, de blouses et de produits désinfectants. Les difficultés d'acquisition des EPI pour les hôpitaux locaux ont conduit à la réquisition des commandes de blouses et d'autres articles de sécurité par la FEMA et à leur distribution vers d'autres endroits, ce qui signifiait que, dans certains cas, les États devaient se disputer le même EPI. Les prix ont grimpé en flèche, les EPI coûtant jusqu'à 10 fois plus que la normale. Les pénuries ont conduit un gouverneur à demander aux Patriots de la Nouvelle-Angleterre de la NFL d'utiliser leur avion privé pour transporter environ 1,2 million de masques de la Chine à Boston. À cette époque, les employés des Anciens Combattants (VA) ont déclaré que les infirmières en étaient réduites utiliser des masques chirurgicaux et des écrans faciaux au lieu de masques N95 plus protecteurs. En mai, Rick Bright, un immunologiste fédéral et lanceur d'alerte, a témoigné que l'Administration Trump n'avait pas pris les mesures appropriées pour acquérir les fournitures nécessaires.
Un pourcentage étonnamment élevé de patients COVID-19 en soins intensifs a nécessité une dialyse en raison d'une insuffisance rénale (environ 20 %). À la mi-avril 2020, les employés de certains hôpitaux de New York ont déclaré ne pas avoir suffisamment de machines de dialyse, manquaient de liquide pour faire fonctionner les machines et ont signalé un manque d'infirmières en dialyse, car beaucoup avait contracté le COVID en raison du manque de EPI suffisant.
Le 14 mai 2020, un responsable de l'administration Trump a déclaré aux journalistes : « nous prévoyons d'avoir 300 millions » de masques N95 d'ici l'automne ; cependant, fin septembre, il n'y avait que 87,6 millions de masques N95 dans le stock du gouvernement.
Les problèmes d'approvisionnement ont persisté en août 2020, lorsqu'une enquête a révélé que 42 % des infirmières connaissaient des pénuries généralisées ou intermittentes d'équipements de protection individuelle, 60 % utilisant des équipements à usage unique pendant cinq jours ou plus. Un rapport de septembre 2020 de la National Public Radio a révélé que certains articles étaient rares mais que d'autres étaient largement disponibles, en fonction de la difficulté de fabrication. Le DPA a été efficace dans la production de respirateurs mais moins dans la production de N95. En septembre, la DPA avait stimulé la production de N95 principalement par les grands fabricants existants, mais aussi par les petites entreprises. De plus, la disposition de la DPA qui exempte les fabricants de respecter les lois antitrust, n'a pas encore été utilisée pour encourager la collaboration dans la production de N95.
En réponse à la demande, de nombreuses entreprises nationales se sont converties et, en raison du manque de coordination fédérale, ont fini par produire un surplus de désinfectant pour les mains et d'écrans faciaux, certaines perdant même de l'argent en raison d'une offre excédentaire ou d'un manque de distribution. Le réoutillage et la fabrication de fournitures d'urgence individuelles ont représenté la production d'au moins 34,2 millions de pièces d'EPI aux États-Unis, dont 14,5 millions étaient des écrans faciaux. Le gouvernement fédéral a utilisé la Loi sur la production de défense pour amener quelques grands fabricants tels que 3M et Honeywell à augmenter la production des masques N95 les plus difficiles à fabriquer ; mais l'offre ne permettait toujours pas de répondre à la demande de centaines de millions d'unités. Le NPR a découvert que la pénurie pouvait être résolue en fournissant des garanties gouvernementales aux petits et moyens fabricants afin qu'ils puissent augmenter la production de masques N95 sans risquer de perdre de l'argent ou de faire faillite en raison d'une offre excédentaire ou d'une baisse de la demande à la fin de la pandémie. Au lieu de cela, le président Trump a nié l'existence de pénuries d'EPI, les qualifiant de « fausses nouvelles » en avril 2020  et en septembre disant « nous avons ouvert des usines, nous avons eu un énorme succès avec les masques et avec les protections ». La demande a également augmenté en raison de la réouverture de diverses activités, notamment les cabinets médicaux et dentaires, la construction et le transport. Les incendies de forêt en Californie en 2020 ont également augmenté la demande de masques N95 pour les travailleurs agricoles, en raison des réglementations de l'État  californien exigeant une protection dans des conditions de mauvaise qualité de l'air.

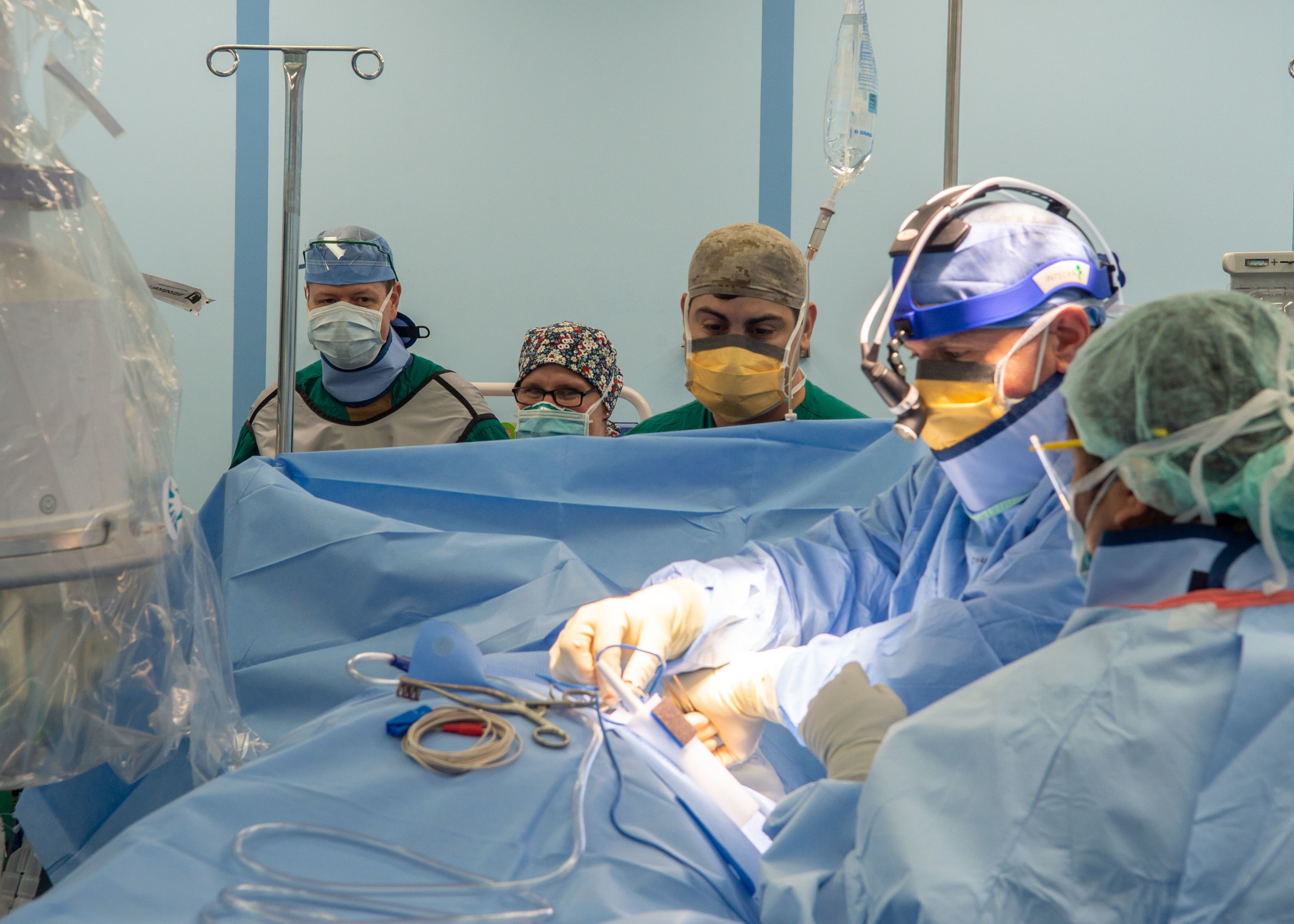
Le navire-hôpital Mercy, basé à San Diego, est arrivé à Los Angeles fin mars pour aider à traiter les patients non coronavirus.

### Capacité hospitalière dépassée
La propagation incontrôlée du coronavirus a conduit certains établissements médicaux à refuser de nouveaux patients ou à commencer à transférer des patients. En mars et avril 2020, cela s'est produit dans la région de Detroit, Michigan et dans la région de New York ; Yakima, Washington en juin ;  et en juillet, c'est arrivé à Houston, la région de Boise, Idaho, Lake Charles et Lafayette, Louisiane, et dans des dizaines d'hôpitaux à travers l'état de Floride. En août 2020, certains hôpitaux du Mississippi transféraient des patients vers d'autres États des États-Unis.
L'Arizona a déclaré des normes de soins de crise en juillet 2020, permettant aux hôpitaux de fournir légalement des traitements normalement considérés comme inférieurs aux normes à certains patients afin d'en sauver d'autres.
En janvier 2021, les hôpitaux du sud de la Californie ont commencé à être submergés de patients. Les responsables du comté de Los Angeles, où certaines ambulances devaient attendre jusqu'à huit heures pour faire entrer les patients aux urgences, ont ordonné aux ambulanciers de ne pas amener un patient à l'hôpital si ce patient avait peu de chances de survie. Ils ont également ordonné de prendre des mesures pour économiser l'oxygène médical.

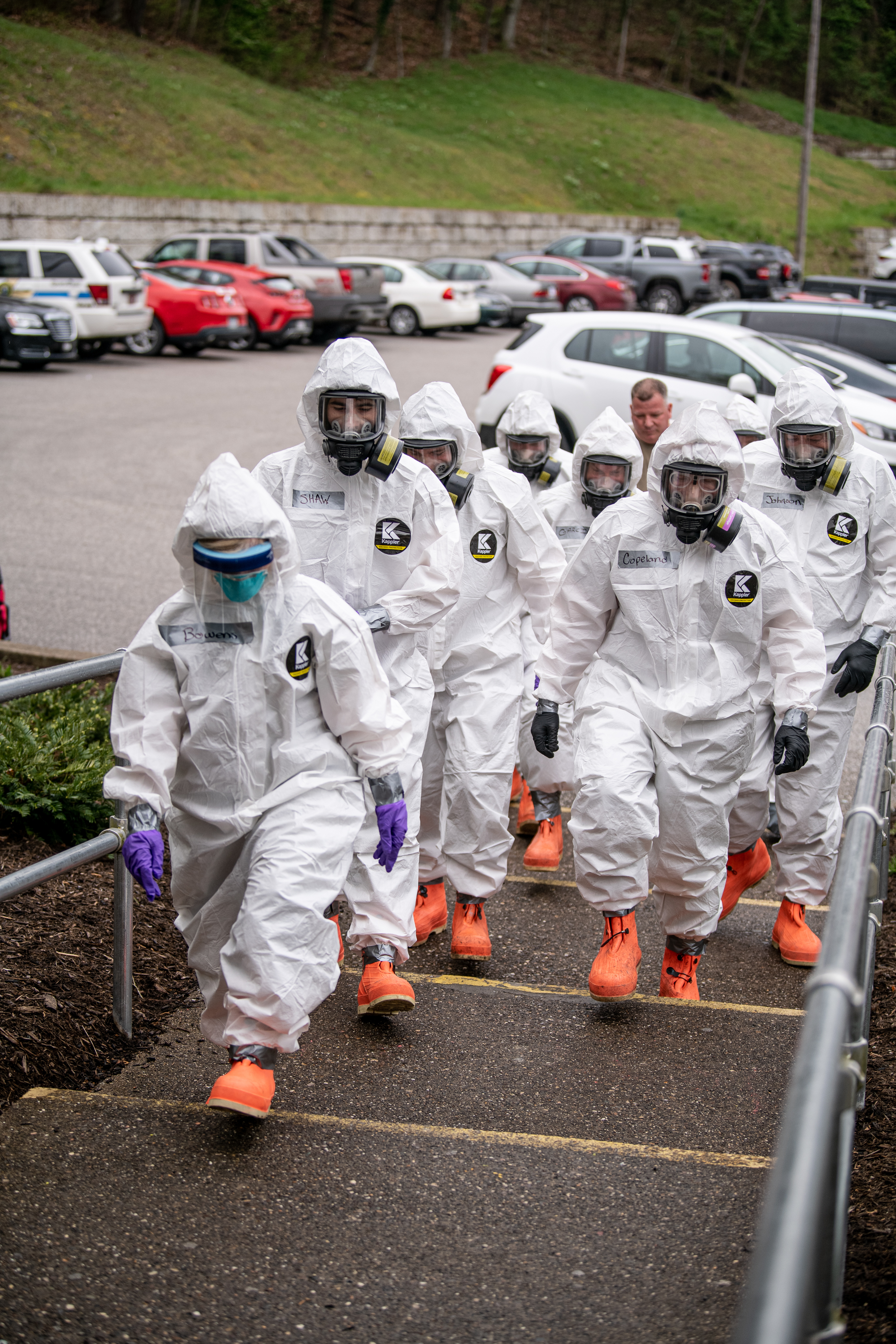
Une équipe de test répond à un cas confirmé dans une maison de retraite à Charleston, en Virginie-Occidentale.

## Polémiques

### Mesures de confinement
En Californie, où des mesures de confinement ont été adoptées par les autorités, quelques PDG d'entreprises des nouvelles technologies ont provoqué une polémique en affirmant que le confinement était inutile, voire que la panique autour du Covid-19 était injustifiée, et en forçant leurs salariés à venir au bureau plutôt que de télétravailler. Elon Musk a ainsi écrit à ses salariés pour leur affirmer qu'ils avaient « plus de chances de mourir dans un accident de la route que du coronavirus », après avoir publié un message sur les réseaux sociaux affirmant : « cette panique autour du coronavirus est débile ». Le bureau du shérif du comté d'Alameda est finalement intervenu pour demander aux usines Tesla de respecter les mesures de confinement, alors qu'elles demandaient à leurs salariés de continuer à venir sur place. Michael Saylor, le PDG de Microstrategy envoi un message à tous ses employés afin de leur dire qu'il était nécessaire de « continuer à travailler depuis nos bureaux pour maintenir notre productivité. »
Nombreux sont ceux qui se sont indignés de l'attitude jugée désinvolte des autorités et de certains millionnaires. Le quotidien français Le Monde relève par exemple qu'« une vidéo de l'acteur et ancien gouverneur républicain de Californie, Arnold Schwarzenegger, appelant, cigare à la main et depuis son jacuzzi, les étudiants à rester chez eux, a accumulé des centaines de réponses sarcastiques ou injurieuses » de la part des internautes.
Plusieurs personnalités conservatrices ont émis l'idée de « sacrifier » les personnes âgées afin de « sauver l'économie ». L'avocat Scott McMillan a ainsi publié un message vivement commenté sur les réseaux sociaux : « La vraie question est la suivante : allons-nous couler toute l'économie pour sauver 2,5 % de la population qui, en règle générale, 1/ coûtent cher à la société et 2/ ne sont pas productifs ? ». Le 23 mars, le lieutenant gouverneur du Texas, Dan Patrick, a suggéré sur la chaîne Fox News que « les grands-parents, dont lui-même, seraient heureux de sacrifier leur vie pour préserver le bien-être financier de leurs enfants et petits-enfants ». Le lendemain, c'est l'animateur radio Glenn Beck qui évoquait « la possibilité de sacrifier des vies pendant l'épidémie de coronavirus pour sauver les États-Unis et leur économie ».
Une partie de la droite religieuse a refusé de respecter les mesures de confinement ou de distanciation sociale dans certains États, y voyant une atteinte à la liberté religieuse et un complot contre Donald Trump. Les organisations de lutte contre l'avortement ont également maintenu certains de leurs rassemblements. L'Alliance Defending Freedom (ADF), un groupe religieux conservateur, a porté plainte, estimant que les manifestations anti-IVG devaient être considérées comme « essentielles » et donc autorisées malgré les ordres de confinement. À travers les États-Unis mais surtout dans la Bible Belt, plusieurs pasteurs et organisations religieuses encouragent leurs adeptes à ne pas respecter les consignes de sécurité et/ou à se rendre à la messe. Une étude du Religion News Service révèle qu'au 17 avril, 20 % des évangélistes avaient reçu des incitations à participer physiquement à la messe dans une église, et que 17 % avaient continué de le faire. À nuancer cependant dans la mesure où, à la même date, 90 % des congrégations évangélistes avaient fermé leurs églises et encouragé les fidèles à prier chez eux. Au 24 avril, une trentaine de pasteurs et représentants pentecôtistes qui minimisaient les dangers du Covid-19 et qui encourageaient à désobéir aux consignes de distanciation sociale pour se rendre à l'église en étaient morts. Ce qui inclut l'évêque de la New Deliverance Evangelistic Church, Gerald Glenn, mort du Covid-19, alors que dans son sermon du 22 mars 2020 il déclarait : « Je crois fermement que Dieu est plus grand que ce virus redouté. » En Floride, le célèbre pasteur pentecôtiste Rodney Howard-Brown a été arrêté car il encourageait ses fidèles à ne pas respecter la distanciation sociale pour se rendre à l'église. Le pasteur du Life Tabernacle, Tony Spell, a été aussi arrêté car il voulait organiser une messe de Pâques de 2 000 personnes, alors que l'État de Louisiane avait interdit les grands rassemblements.

### Port du masque
Le port du masque parfois obligatoire dans certaines localités suscite une forte controverse et est sujet à une polarisation dans l'opinion. Des confrontations ont lieu dans l'espace public, particulièrement dans les commerces, et des bagarres sont recensées. Les opposants au port du masque invoquent notamment une atteinte à leur liberté,, et le port ou non-port du masque devient en partie un signe de ralliement politique. Cette polémique suscite dans la presse une comparaison avec l'opposition au port du masque lors de la grippe espagnole, particulièrement la ligue anti-masque de San Francisco.

### Manifestations et troubles publics

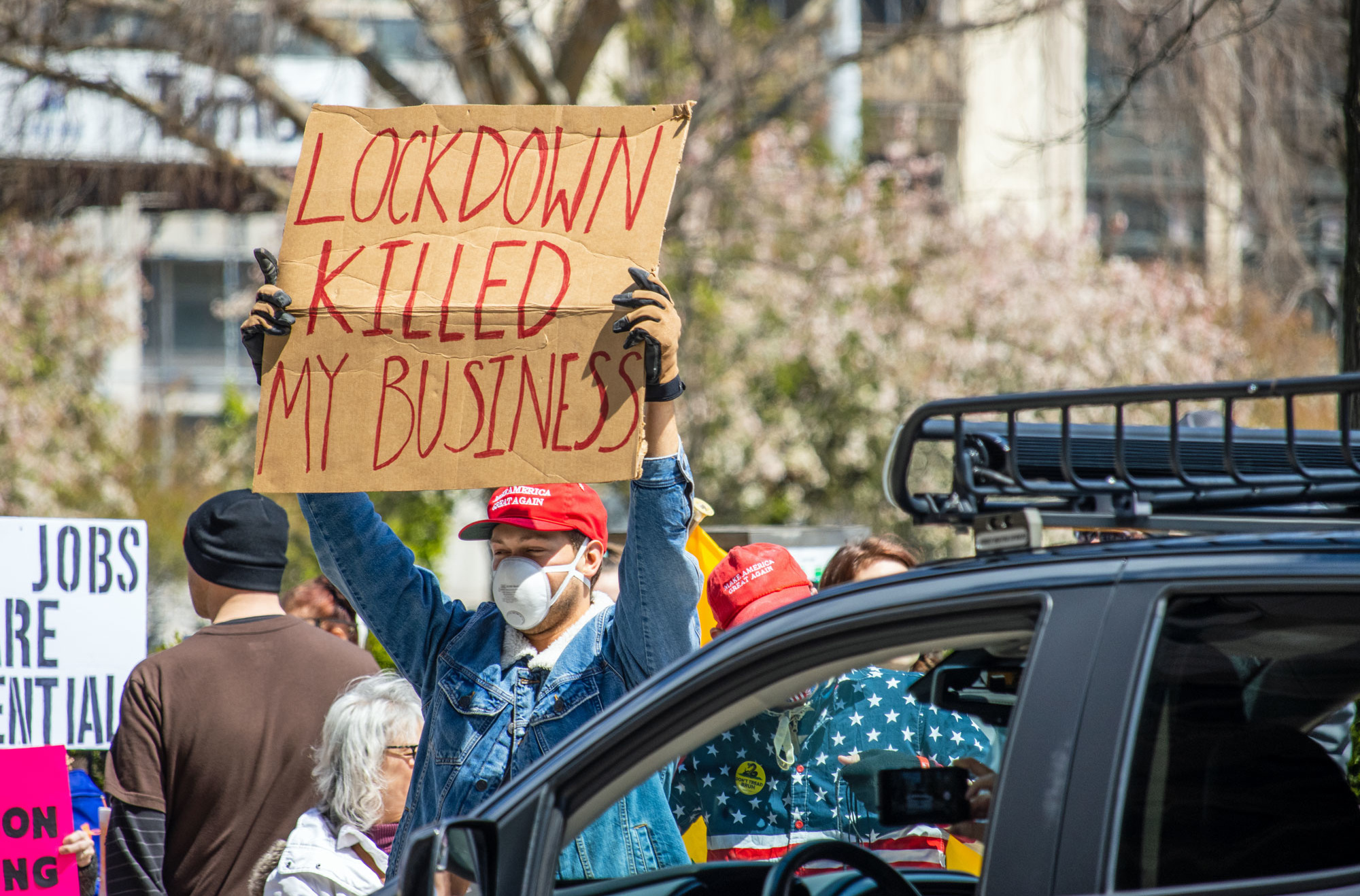
Un manifestant anti-lockdown portant un masque facial à l'Ohio Statehouse en avril 2020

À partir de fin mai, des manifestations à grande échelle contre la brutalité policière dans au moins deux cents villes américaines en réponse au meurtre de George Floyd ont fait craindre une résurgence du virus en raison de la proximité des manifestants. Fauci a déclaré que cela pourrait être une « configuration parfaite pour la propagation du virus », et que « les masques peuvent aider, mais ce sont surtout les masques plus une séparation physique ». Une étude a montré une augmentation des cas tandis que l'Associated Press a rapporté qu'il y a peu de preuves pour une telle affirmation.
Le 6 janvier 2021, des partisans du président Donald Trump ont pris d'assaut le bâtiment du Capitole des États-Unis pour perturber la certification de la victoire électorale de Joe Biden. Au moins un militant a participé à l'émeute malgré un récent diagnostic positif de COVID-19 et peu de manifestants portaient  des masques, beaucoup venant de l'extérieur de la ville. 200 membres du personnel du Congrès se seraient abrités dans diverses pièces à l'intérieur du Capitole, augmentant encore le risque de transmission,. Quatre membres du Congrès ont par la suite été testés positifs après s'être abrités sur place avec des membres démasqués du Congrès lors de l'émeute du Capitole du 6 janvier 2021.

### Propos de Donald Trump sur le «virus chinois»
L'usage, par le président américain Donald Trump, de l'expression « virus chinois » pour nommer le SARS-CoV-2 ne fait pas qu'ajouter de la tension aux relations diplomatiques entre les États-Unis et la Chine ; il renvoie aux stéréotypes du « péril jaune », ancrés dans la mémoire historique de l'Amérique. Il suscite l'inquiétude au sein de la communauté des Américains asiatiques dont certains membres ont pu être pris à partie et molestés,,. L'expression « virus chinois » apparaît dans les interventions présidentielles publiques lorsque, après avoir minimisé la dangerosité du coronavirus, acclamé le professionnalisme de son homologue chinois Xi Jinping dans la gestion de la crise sanitaire et affirmé qu'aux États-Unis tout était sous contrôle, Donald Trump est contraint à une volte-face par la réalité de la gravité de la pandémie qui se répand sur le territoire national. Selon une stratégie de communication bien éprouvée, il recourt alors à un vocabulaire martial et à la mise en avant d'un bouc émissaire,. Fin mars, l'hôte de la Maison-Blanche renonce publiquement à employer l'expression décriée, tandis que, sur la scène internationale, le chef de la diplomatie américaine, Mike Pompeo, continue d'utiliser le terme « virus de Wuhan »,.

### Opération Warp Speed
L'administration Trump a publiquement refusé de rejoindre l'accord de collaboration international connu sous le nom de « Covax », en vertu duquel l'Organisation mondiale de la santé, GAVI Alliance; et la Coalition pour les innovations en matière de préparation aux épidémies ont uni leurs forces pour s'assurer que les pays riches et pauvres reçoivent simultanément de nouveaux vaccins contre le coronavirus. Au lieu de cela, l'Opération Warp Speed, traduisant l'effort unilatéral de l'administration Trump pour accélérer le développement de vaccins, a versé 11 milliards de dollars à six sociétés de vaccins en échange de garanties qu'au moins 100 millions de doses de chaque société, et des options pour des millions d'autres, soient exclusivement réservées aux États-Unis.

### Résultats des mesures prises dans l'opinion publique

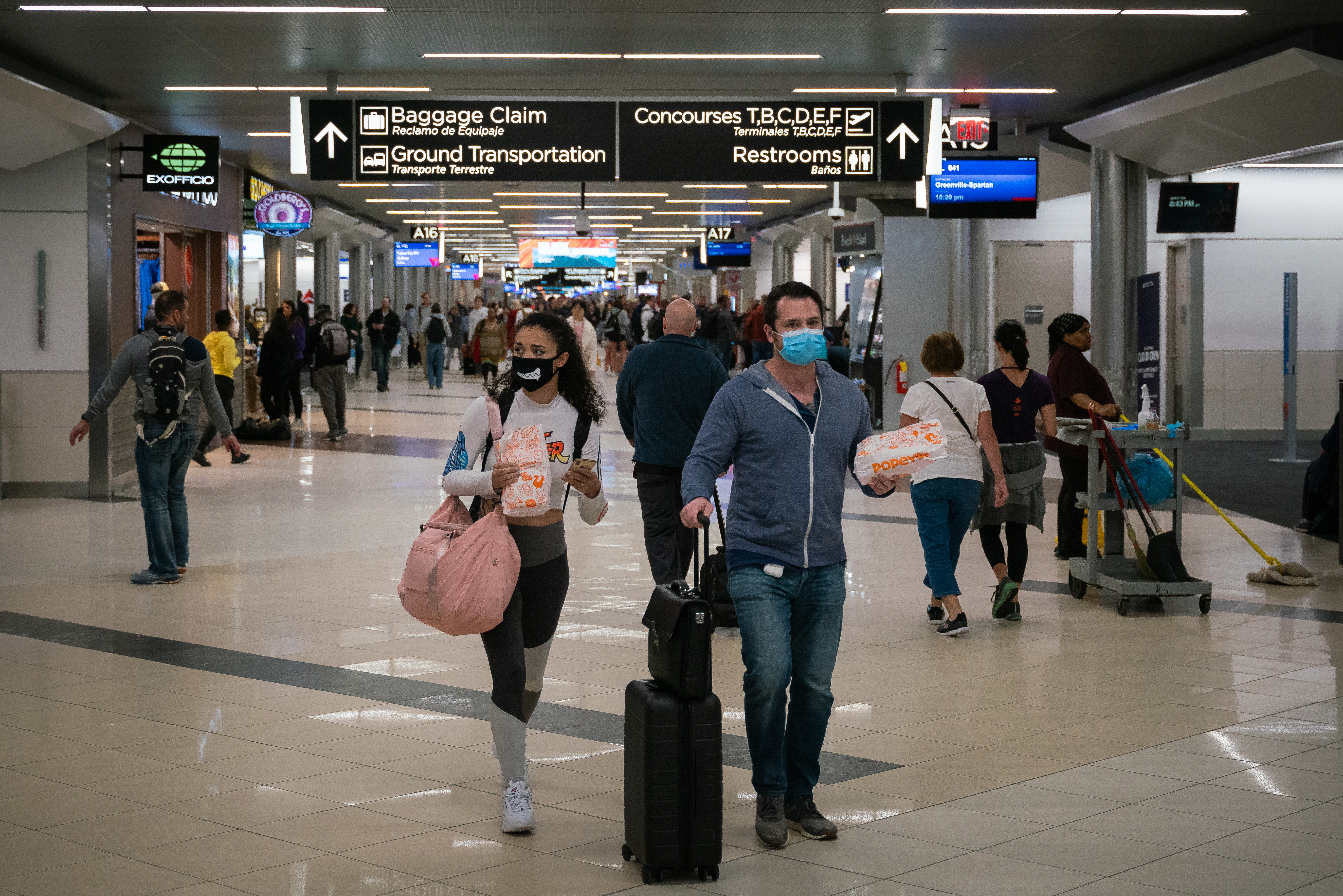
Passagers portant des masques à l'aéroport international Hartsfield-Jackson d'Atlanta, le plus fréquenté du monde.

Les sondages ont montré une division partisane importante concernant l'épidémie. En février 2020, un nombre égal de démocrates et de républicains pensaient que le COVID-19 était « une menace réelle » : 70 % et 72 %, respectivement. Mais à la mi-mars, 76 % des démocrates considéraient le COVID-19 comme « une menace réelle », tandis que seulement 40 % des républicains étaient d'accord avec cette idée. À la mi-mars, divers sondages ont révélé que les démocrates étaient plus susceptibles que les républicains de croire que « le pire était encore à venir » (79-40 %), de croire que leur vie allait changer de manière majeure en raison de l'épidémie (56-26 %), et de prendre certaines précautions contre le virus (83–53 %). Selon les enquêtes d'opinion, le CDC était la source d'information la plus fiable sur l'épidémie (85 %), suivi de l'OMS (77 %), des représentants des gouvernements des États et locaux (70 à 71 %), des médias d'information (47 %) et du président Trump (46 %).
Les analystes politiques prévoyaient que la pandémie affecterait négativement les chances de réélection de Trump,. En mars 2020, lorsque les pratiques de distanciation sociale ont commencé, les gouverneurs de nombreux États ont enregistré de fortes augmentations des opinions positives. La cote d'approbation de Trump est passée de 44 à 49 % dans les sondages Gallup mais elle est tombée à 43 % à la mi-avril 2020. À cette époque, les sondages de Pew Research indiquaient que 65 % des Américains estimaient que Trump était trop lent à prendre des mesures importantes pour répondre à la pandémie.
Le 16 avril 2020, les sondages de Pew Research indiquaient que 32 % des Américains craignaient que les gouvernements des États tardent à autoriser à nouveau les activités publiques, tandis que 66 % craignaient que les restrictions de l'État ne soient levées trop rapidement. Un sondage du 21 avril a révélé un taux d'approbation de 44 % pour la gestion de la pandémie par le président, contre 72 % d'approbation pour les gouverneurs des États. Un sondage de la mi-avril a estimé que le président Trump était une source d'informations sur la pandémie pour 28 % des Américains, tandis que les gouvernements des États ou locaux étaient une source pour 50 % des Américains. 60 % des Américains ont estimé que Trump n'écoutait pas suffisamment les experts de la santé pour faire face à l'épidémie,.
Un sondage de mai 2020 a conclu que 54 % des Américains estimaient que le gouvernement fédéral faisait un mauvais travail pour arrêter la propagation du COVID-19. 57 % ont estimé que le gouvernement fédéral n'en faisait pas assez pour remédier au manque de tests COVID-19. 58 % ont estimé que le gouvernement fédéral n'en faisait pas assez pour empêcher une deuxième vague de cas de COVID-19 plus tard en 2020. Un sondage réalisé du 20 au 21 mai 2020 a révélé que 56 % des Américains étaient « très » préoccupés par « des informations fausses ou trompeuses communiquées sur le coronavirus », tandis que 30 % étaient « quelque peu » préoccupés. 56 % des démocrates ont déclaré que la principale source d'informations fausses ou trompeuses sur le coronavirus était l'administration Trump, tandis que 54 % des républicains estimaient que les médias étaient la principale source d'informations fausses ou trompeuses.
L'utilisation des données de localisation GPS et des enquêtes ont révélé que les républicains se livraient à moins de distanciation sociale que les démocrates pendant la pandémie,,,. Les gouverneurs républicains ont été plus lents à mettre en œuvre des politiques de distanciation sociale que les gouverneurs démocrates. Il y avait une division partisane sur les vaccinations COVID, les comtés qui ont voté majoritairement pour Trump  ayant des taux de vaccination plus faibles.

### Autres
Plusieurs sénateurs américains, dont des soutiens de Donald Trump, ont vendu des actions, parfois pour plusieurs millions de dollars, des semaines avant que le gouvernement n'admette la gravité de la crise du coronavirus et que la bourse ne s'effondre.
Le département de la Sécurité intérieure des États-Unis souligne que des réseaux de militants néo-nazis et de suprémacistes blancs américains incitent à propager le virus, notamment contre les minorités et les forces de l'ordre.
D'après la presse, les témoignages de personnes dont les proches sont morts se multiplient : ils sont officiellement classés comme morts de pneumonie, avant que les tests ne soient disponibles ou à un moment où ils étaient difficiles à obtenir. Certains États républicains ne remonteraient pas les informations réelles et les statistiques publiées par le Wyoming, le Dakota du Nord ou la Virginie Occidentale semblent trop faibles pour être réelles.[réf. nécessaire]
Une dizaine d'États sur les cinquante que compte l'Union, pour la plupart situés dans la « ceinture de la Bible », font interdire l'avortement à partir du mois d'avril.
Le gouverneur démocrate de l'État de New York, Andrew Cuomo, a été l'initiateur d'un vaste plan d'austérité pour l'État,  associé à des coupes élevées dans le budget de la santé. L'exécutif new-yorkais a ainsi supprimé, en 2020, 400 millions de dollars dans le budget de Medicaid, qui vient en aide aux plus démunis, en plus d'acter la fermeture de milliers de lits d'hôpitaux. Alors que le gouverneur se montre très présent dans les médias et que certains lui prédisent même un destin national, l'aile gauche new-yorkaise du Parti démocrate rappelle sa responsabilité dans la détérioration du système de santé ; le sénateur Gustavo Rivera, président de la commission de la Santé de la Chambre haute de l'État, évoque ainsi publiquement un double jeu « tout simplement obscène ».

## Désinformation
La pandémie fait surgir de nombreuses théories concernant des produits miracles, qui sont vendus parfois en ligne ou promus par des célébrités.
Le président américain Donald Trump et son principal conseiller économique Lawrence Kudlow ont été accusés de désinformer à propos du coronavirus, notamment concernant la création prochaine d'un vaccin, la réalité du taux de mortalité, le fait d'avoir côtoyé des personnes infectées, l'efficacité de la chloroquine (affirmation faite sans test clinique) ou la fabrication de respirateurs par Ford et General Motors.
La réaction de la Maison-Blanche a été d'une part d'accuser les médias de tenter de déstabiliser le gouvernement, d'autre part de prendre le risque de provoquer une panique, dangereuse en soi. Pour le chroniqueur politique conservateur Rush Limbaugh, le coronavirus est une tentative de la Chine de déstabiliser le gouvernement des États-Unis.
Les théories du complot et la désinformation ont atteint des millions d'Américains par le biais des réseaux sociaux et des commentaires télévisés,. En conséquence, de nombreuses personnes croient des mensonges, par exemple, que le port de masques est dangereux, qu'un syndicat mondial a planifié le virus ou que la COVID-19 est un canular,. Facebook a annoncé avoir étiqueté ou supprimé 179 millions de publications d'utilisateurs contenant des informations erronées sur le COVID-19 au cours des trois premiers trimestres de 2020. Le président Trump a diffusé à plusieurs reprises des informations erronées pour minimiser la menace du virus et détourner les critiques de son action. Trump a affirmé qu'il avait fait cela pour « montrer son calme », en disant « je ne veux pas créer de panique ».
Début mars 2020 est publié un sondage (suspecté de tentative de désinformation) montrant que 38 % des buveurs de bière américains refuseraient d'acheter de la bière de marque Corona. La marque a cependant bénéficié d'un effet de mode et ses ventes ont augmenté.
Plusieurs journalistes et invités de la chaîne conservatrice Fox News ont propagé des théories du complot selon lesquelles la gravité de l'épidémie serait exagérée pour nuire à Donald Trump. Le journal Slate estime que l'émission Fox & Friends, étant regardée par plus de 1,4 million de téléspectateurs chaque matin, « représente un réel danger de santé publique », une journaliste y affirmant notamment que c'était « le moment le plus sûr pour prendre l'avion ». L'animatrice de la chaîne Fox Business Trish Regan a défendu avec virulence l'idée d'un complot démocrate dirigé contre Donald Trump, au point de contraindre sa direction à la retirer de l'antenne, puis à la licencier. L'évangéliste Jerry Falwell Jr. tient des propos complotistes considèrant que le virus a été créé « à la fois par les démocrates et par les Nord-Coréens » pour nuire à la présidence de Donald Trump.

## Impact

### Conséquences socio-économiques

#### Hausse du chômage et recul du PIB
Au cours de la semaine du 15 au 21 mars 2020, le nombre de personnes ayant fait une première demande d'allocations-chômage atteint 3,3 millions, soit le niveau le plus élevé jamais vu aux États-Unis, le précédent record datant d'octobre 1982 avec 695 000 nouvelles demandes. Lors de la semaine du 22 au 28 mars, le nombre de personnes ayant fait une première demande d'allocations-chômage atteint 6,6 millions,. Pour la semaine du 29 mars au 4 avril, c'est une nouvelle fois 6,6 millions de personnes qui font une première demande d'allocations-chômage. Début avril, le nombre de salariés ayant perdu leur emploi dépasse donc les 16 millions en trois semaines. Le Code du travail américain, considéré comme pro-business, permet au patronat de se séparer facilement de ses personnels pour éponger immédiatement une partie de ses pertes.
En raison de la pandémie, des millions d'Américains ont perdu leur emploi et se retrouvent au chômage sur un marché du travail malmené. Pour le mois d'avril 2020, le taux de chômage atteint 14,7 %, le niveau le plus élevé aux États-Unis depuis 1948. Au cours du premier trimestre 2020, le produit intérieur brut chute de 4,8 %, soit le plus fort recul enregistré depuis la récession de 2008.

#### Pauvreté et inégalités
Selon le cabinet Amherst, 26 % des familles vivant en location auront besoin d'une aide temporaire pour payer leur loyer. Andrew Cuomo, le gouverneur de New York, ordonne la suspension des remboursements de crédits immobiliers pour les propriétaires. La représentante Alexandria Ocasio-Cortez, élue du Bronx et du Queens, a pour sa part dénoncé : « En offrant un traitement préférentiel aux propriétaires et à des gars qui sont déjà bien riches, sans rien donner aux locataires, nous sommes en train de créer une question de classe ! ». Selon les chiffres du National Multifamily Housing Council, près d'un locataire sur trois n'a pas été en mesure de payer son loyer d'avril 2020.
Le loyer médian aux États-Unis a grimpé de 8,1 % entre juin 2020 et juin 2021. Des millions de locataires ne sont pas en mesure de payer et risquent l'expulsion.
D'après le magazine économique Forbes, entre le 18 mars et le 19 mai 2020 « la valeur nette des 600 plus grosses fortunes américaines a augmenté de 434 milliards de dollars », une augmentation de 15 %. Début décembre, cette augmentation s'élève à plus de 1 000 milliards de dollars.

#### Plans de relance
En mai 2020, Donald Trump signe une ordonnance demandant aux agences fédérales d'observer « la plus grande souplesse » dans l’application « des réglementations fédérales » pour « accompagner un prompt rétablissement de l’économie ». Sont ainsi visés le salaire minimum, la législation portant sur les heures supplémentaires, la sécurité au travail, ou encore la protection des consommateurs. Le 8 août 2020, le président américain rend public par décret un nouveau plan d'aide à des millions d'Américains, menacés d'expulsion et laissés au chômage pendant la pandémie de Covid-19. Trump avait signé quatre documents qui devaient prévoir un gel des charges salariales, une allocation chômage prolongée de 400 dollars par semaine, un report du remboursement des prêts étudiants et des protections pour les locataires menacés d'expulsion.
Le 27 décembre 2020, Donald Trump ratifie sous la pression de parlementaires de tous bords un plan de relance de 900 milliards de dollars, ainsi qu'une loi de financement de l'État fédéral, permettant d'éviter un shutdown des services publics.
Le 11 mars 2021, le président américain, Joe Biden signe un nouveau plan de relance économique de 1 900 milliards de dollars. Ce dernier a conduit de nombreux économistes à revoir à la hausse leurs prévisions de croissance si bien que le PIB pourrait renouer avec son niveau d'avant crise d'ici la fin du premier trimestre 2021.

#### Paycheck Protection Program
Le Paycheck Protection Program est un programme de prêts aux entreprises de 953 milliards de dollars établi par le gouvernement fédéral des États-Unis en 2020 par le biais de la Coronavirus Aid, Relief, and Economic Security Act (CARES Act) pour aider certaines entreprises, travailleurs indépendants, propriétaires, certaines organisations à but non lucratif à continuer à payer leurs employés pendant la crise du covid. Le programme est mis en œuvre par la Small Business Administration des États-Unis. La date limite pour présenter une demande de prêt PPP était initialement le 30 juin 2020, puis a été prolongée jusqu’au 8 août. Le Programme a été rouvert le 11 janvier 2021.

### Conséquences sur la santé mentale de la population

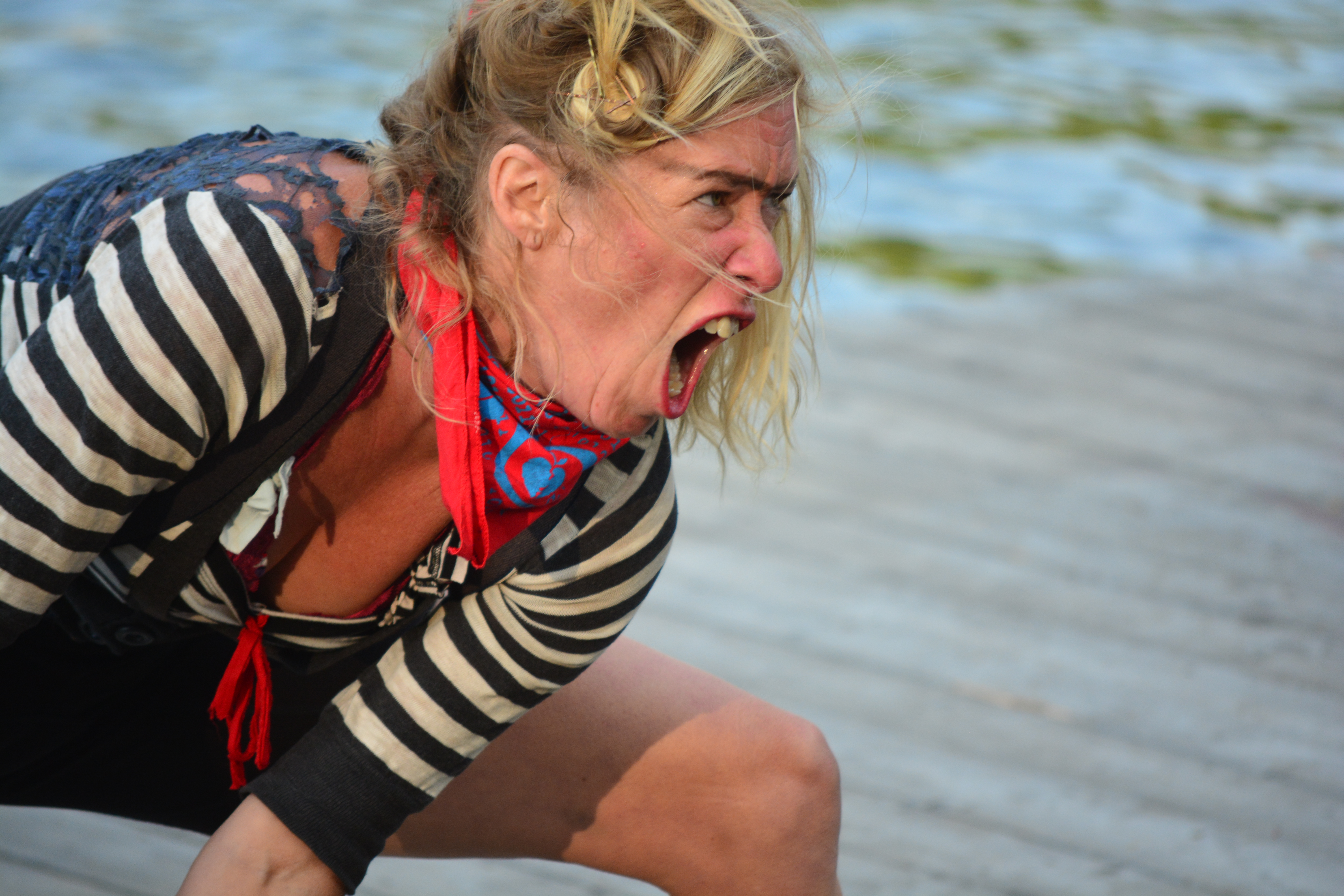
Spectacle Flotsam ! River Circus, vaudeville ou cirque présenté en plein air lors de la pandémie autour de Seattle, navigant sur le Puget Sound, ici au Commodore Park. Aout 2021.

Les Centres pour le contrôle et la prévention des maladies (CDC), dans un document titré Morbidity and Mortality Weekly Report, montre que du 24 au 30 juin 2020, les adultes américains ont présenté des problèmes de santé mentale considérablement élevés, associés au COVID-19, atteignant notamment la jeunesse. L'isolement social, la peur de l'ostracisation, la maladie elle-même et l'accès limité aux soins peuvent conduire à une aggravation des maladies mentales.
En avril 2020, selon le site web de psychiatrie JAMA Network, la conséquence de la distanciation sociale mise en œuvre pour réduire fondamentalement les contacts humains, la diminution de l'accès au soutien communautaire et religieux, la difficulté d'accès aux soins psychologiques, augmentent les dépressions et les risques de suicides. On constate aussi une augmentation des ventes d'armes à feu.
En août, toujours selon le CDC, plus de 60 % des jeunes adultes ont signalé des symptômes d'anxiété ou de troubles dépressifs.
En septembre, l'Organisation panaméricaine de la santé (PAHO) estime que la politique sanitaire relative au coronavirus affecte la santé mentale de nombreuses personnes, en particulier les agents de santé, et évoque des données d'études récentes qui montrent un accroissement de la détresse, de l'anxiété et des dépressions.
En octobre, CNN rapporte une nette augmentation des suicides au sein de l'armée américaine, dont un contexte où une augmentation générale de la violence et des surdoses est à craindre.
Deux millions d'armes sont vendues au mois de mars 2020, soit le double du mois précédent. Cette frénésie est alimentée par la crainte que la pandémie aboutisse à des pénuries et des débordements. Le gouvernement américain décrète que les marchands d'armes sont des commerces « essentiels » pouvant bénéficier d'une dérogation au confinement.

## Graphiques

### Courbes de prévalence
Courbes de prévalence des États les plus impactés par l'épidémie. États au taux le plus élevé (nombre de cas rapportés à la population) et non le nombre de cas le plus élevé de la Covid-19. Aux courbes pour ces États, sont jointes :
- Courbe pour la ville de New York, au plus fort taux d'infection ;
- Courbe pour les États-Unis.

Le graphique qui aurait dû être présenté ici ne peut pas être affiché car il utilise l'ancienne extension Graph, désactivée pour des questions de sécurité. Des indications pour créer un nouveau graphique avec la nouvelle extension Chart sont disponibles ici.

Note : le nombre de personnes guéries n'étant pas établi pour tous les États,
il est actuellement fixé à zéro pour toutes les courbes.

|   | Entité géographique | Population       | Nombre de cas actifs (au 30 avril 2020) | Taux de prévalence (au 30 avril 2020) |
| - | ------------------- | ---------------- | --------------------------------------- | ------------------------------------- |
| 1 | New York City (NYC) | 8 700 000 hab.   | 149 409 cas                             | 1717 pour 100 000 hab.                |
| 2 | New York (état)     | 19 600 000 hab.  | 280 785 cas                             | 1433 pour 100 000 hab.                |
| 3 | New Jersey          | 9 000 000 hab.   | 111 424 cas                             | 1238 pour 100 000 hab.                |
| 4 | Massachusetts       | 6 600 000 hab.   | 58 643 cas                              | 889 pour 100 000 hab.                 |
| 5 | Louisiane           | 5 000 000 hab.   | 26 096 cas                              | 522 pour 100 000 hab.                 |
| 6 | Michigan            | 10 000 000 hab.  | 37 590 cas                              | 376 pour 100 000 hab.                 |
| 7 | Washington (état)   | 7 600 000 hab.   | 13 513 cas                              | 178 pour 100 000 hab.                 |
| 8 | Californie          | 40 000 000 hab.  | 48 099 cas                              | 120 pour 100 000 hab.                 |
| 9 | États-Unis          | 330 000 000 hab. | 1 006 428 cas                           | 305 pour 100 000 hab.                 |

Notes du tableau :
1. ↑  Ville et États, avec la plus forte proportion de cas par rapport à la population.
2. ↑  Selon les chiffres de « États des États-Unis par population », arrondis en excès.

Source de données : données consolidées de l'université Johns-Hopkins (complétées, pour NYC du 11 mars 2020 au 21 mars 2020, par les données du site officiel de la ville de New York).

### Nombre de cas recensés
| Cas de COVID-19 recensés aux USA (augmentation hebdomadaire en %) | Cas de COVID-19 recensés aux USA (augmentation hebdomadaire en %) | Cas de COVID-19 recensés aux USA (augmentation hebdomadaire en %) | Cas de COVID-19 recensés aux USA (augmentation hebdomadaire en %) | Cas de COVID-19 recensés aux USA (augmentation hebdomadaire en %) |
| --- | ----------------------------------------------------------------- | ----------------------------------------------------------------- | ----------------------------------------------------------------- | ----------------------------------------------------------------- |
| Décès Cas rétablis Autres cas 1er-trimestre-2020 1er-trimestre-2020 2e-trimestre-2020 2e-trimestre-2020 3e-trimestre-2020 3e-trimestre-2020 4e-trimestre-2020 4e-trimestre-2020 1er-trimestre-2021 1er-trimestre-2021 2e-trimestre-2021 2e-trimestre-2021 3e-trimestre-2021 3e-trimestre-2021 4e-trimestre-2021 4e-trimestre-2021 Jan-2022 Jan-2022 |                                                                   |                                                                   |                                                                   |                                                                   |
| Date |                                                                   |                                                                   | Nombre de cas                                                     |                                                                   |
| 21 janvier 2020 | 21 janvier 2020                                                   |                                                                   | 1                                                                 | 1                                                                 |
| 26 janvier 2020 | 26 janvier 2020                                                   |                                                                   | 5                                                                 | 5                                                                 |
| 2 février 2020 | 2 février 2020                                                    |                                                                   | 11 (+120%)                                                        | 11 (+120%)                                                        |
| ⢸ | ⢸                                                                 |                                                                   | ⢸                                                                 | ⢸                                                                 |
| 20 février 2020 | 20 février 2020                                                   |                                                                   | 14 (+27%)                                                         | 14 (+27%)                                                         |
| 2 mars 2020 | 6†                                                                |                                                                   | 57 (+307%)                                                        | 57 (+307%)                                                        |
| 9 mars 2020 | 26†                                                               |                                                                   | 643 (+1028%)                                                      | 643 (+1028%)                                                      |
| 16 mars 2020 | 75†                                                               |                                                                   | 4 372 (+580%)                                                     | 4 372 (+580%)                                                     |
| 23 mars 2020 | 548†                                                              |                                                                   | 43 518 (+895%)                                                    | 43 518 (+895%)                                                    |
| 30 mars 2020 | 2 953†                                                            |                                                                   | 160 020 (+168%)                                                   | 160 020 (+168%)                                                   |
| 6 avril 2020 | 10 989†                                                           |                                                                   | 368 376 (+130%)                                                   | 368 376 (+130%)                                                   |
| 13 avril 2020 | 23 649†                                                           |                                                                   | 582 594 (+58%)                                                    | 582 594 (+58%)                                                    |
| 20 avril 2020 | 42 364†                                                           |                                                                   | 787 960 (+35%)                                                    | 787 960 (+35%)                                                    |
| 27 avril 2020 | 56 253†                                                           |                                                                   | 988 469 (+25%)                                                    | 988 469 (+25%)                                                    |
| 4 mai 2020 | 68 922†                                                           |                                                                   | 1 180 288 (+19%)                                                  | 1 180 288 (+19%)                                                  |
| 11 mai 2020 | 80 684†                                                           |                                                                   | 1 347 936 (+14%)                                                  | 1 347 936 (+14%)                                                  |
| 18 mai 2020 | 90 369†                                                           |                                                                   | 1 508 957 (+12%)                                                  | 1 508 957 (+12%)                                                  |
| 25 mai 2020 | 98 223†                                                           |                                                                   | 1 662 768 (+10%)                                                  | 1 662 768 (+10%)                                                  |
| 1er juin 2020 | 105 147†                                                          |                                                                   | 1 811 277 (+9%)                                                   | 1 811 277 (+9%)                                                   |
| 8 juin 2020 | 111 007†                                                          |                                                                   | 1 961 185 (+8%)                                                   | 1 961 185 (+8%)                                                   |
| 15 juin 2020 | 116 127†                                                          |                                                                   | 2 114 026 (+8%)                                                   | 2 114 026 (+8%)                                                   |
| 22 juin 2020 | 120 402†                                                          |                                                                   | 2 312 302 (+9%)                                                   | 2 312 302 (+9%)                                                   |
| 29 juin 2020 | 126 141†                                                          |                                                                   | 2 590 582 (+12%)                                                  | 2 590 582 (+12%)                                                  |
| 6 juillet 2020 | 130 306†                                                          |                                                                   | 2 938 624 (+13%)                                                  | 2 938 624 (+13%)                                                  |
| 13 juillet 2020 | 135 605†                                                          |                                                                   | 3 363 056 (+14%)                                                  | 3 363 056 (+14%)                                                  |
| 20 juillet 2020 | 140 909†                                                          |                                                                   | 3 831 430 (+14%)                                                  | 3 831 430 (+14%)                                                  |
| 27 juillet 2020 | 148 056†                                                          |                                                                   | 4 294 770 (+12%)                                                  | 4 294 770 (+12%)                                                  |
| 3 août 2020 | 155 403†                                                          |                                                                   | 4 713 562 (+10%)                                                  | 4 713 562 (+10%)                                                  |
| 10 août 2020 | 163 461†                                                          |                                                                   | 5 094 394 (+8%)                                                   | 5 094 394 (+8%)                                                   |
| 17 août 2020 | 170 548†                                                          |                                                                   | 5 443 162 (+7%)                                                   | 5 443 162 (+7%)                                                   |
| 24 août 2020 | 177 279†                                                          |                                                                   | 5 740 909 (+5%)                                                   | 5 740 909 (+5%)                                                   |
| 31 août 2020 | 183 598†                                                          |                                                                   | 6 031 013 (+5%)                                                   | 6 031 013 (+5%)                                                   |
| 7 septembre 2020 | 189 283†                                                          |                                                                   | 6 306 412 (+5%)                                                   | 6 306 412 (+5%)                                                   |
| 14 septembre 2020 | 194 536†                                                          |                                                                   | 6 554 821 (+4%)                                                   | 6 554 821 (+4%)                                                   |
| 21 septembre 2020 | 199 881†                                                          |                                                                   | 6 857 967 (+5%)                                                   | 6 857 967 (+5%)                                                   |
| 28 septembre 2020 | 205 070†                                                          |                                                                   | 7 148 044 (+4%)                                                   | 7 148 044 (+4%)                                                   |
| 5 octobre 2020 | 210 192†                                                          |                                                                   | 7 458 550 (+4%)                                                   | 7 458 550 (+4%)                                                   |
| 12 octobre 2020 | 215 085†                                                          |                                                                   | 7 804 197 (+5%)                                                   | 7 804 197 (+5%)                                                   |
| 19 octobre 2020 | 220 133†                                                          |                                                                   | 8 214 755 (+5%)                                                   | 8 214 755 (+5%)                                                   |
| 26 octobre 2020 | 225 735†                                                          |                                                                   | 8 704 524 (+6%)                                                   | 8 704 524 (+6%)                                                   |
| 2 novembre 2020 | 230 996†                                                          |                                                                   | 9 207 362 (+6%)                                                   | 9 207 362 (+6%)                                                   |
| 9 novembre 2020 | 237 572†                                                          |                                                                   | 9 971 651 (+8%)                                                   | 9 971 651 (+8%)                                                   |
| 16 novembre 2020 | 246 214†                                                          |                                                                   | 11 037 061 (+11%)                                                 | 11 037 061 (+11%)                                                 |
| 23 novembre 2020 | 256 782†                                                          |                                                                   | 12 246 909 (+11%)                                                 | 12 246 909 (+11%)                                                 |
| 30 novembre 2020 | 266 873†                                                          |                                                                   | 13 383 321 (+9%)                                                  | 13 383 321 (+9%)                                                  |
| 7 décembre 2020 | 282 310†                                                          |                                                                   | 14 756 998 (+10%)                                                 | 14 756 998 (+10%)                                                 |
| 14 décembre 2020 | 300 777†                                                          |                                                                   | 16 334 000 (+11%)                                                 | 16 334 000 (+11%)                                                 |
| 21 décembre 2020 | 319 364†                                                          |                                                                   | 17 845 000 (+9%)                                                  | 17 845 000 (+9%)                                                  |
| 28 décembre 2020 | 334 836†                                                          |                                                                   | 19 309 000 (+8%)                                                  | 19 309 000 (+8%)                                                  |
| 4 janvier 2021 | 353 646†                                                          |                                                                   | 20 905 000 (+8%)                                                  | 20 905 000 (+8%)                                                  |
| 11 janvier 2021 | 376 343†                                                          |                                                                   | 22 650 000 (+8%)                                                  | 22 650 000 (+8%)                                                  |
| 18 janvier 2021 | 399 003†                                                          |                                                                   | 24 102 000 (+6%)                                                  | 24 102 000 (+6%)                                                  |
| 25 janvier 2021 | 421 129†                                                          |                                                                   | 25 299 000 (+5%)                                                  | 25 299 000 (+5%)                                                  |
| 1er février 2021 | 450 598†                                                          |                                                                   | 26 321 000 (+4%)                                                  | 26 321 000 (+4%)                                                  |
| 8 février 2021 | 470 799†                                                          |                                                                   | 27 097 000 (+3%)                                                  | 27 097 000 (+3%)                                                  |
| 15 février 2021 | 487 476†                                                          |                                                                   | 27 698 000 (+2%)                                                  | 27 698 000 (+2%)                                                  |
| 22 février 2021 | 500 930†                                                          |                                                                   | 28 163 000 (+2%)                                                  | 28 163 000 (+2%)                                                  |
| 1er mars 2021 | 515 524†                                                          |                                                                   | 28 637 000 (+2%)                                                  | 28 637 000 (+2%)                                                  |
| 8 mars 2021 | 526 574†                                                          |                                                                   | 29 108 000 (+2%)                                                  | 29 108 000 (+2%)                                                  |
| 15 mars 2021 | 536 098†                                                          |                                                                   | 29 495 000 (+1%)                                                  | 29 495 000 (+1%)                                                  |
| 22 mars 2021 | 542 888†                                                          |                                                                   | 29 867 689 (+1%)                                                  | 29 867 689 (+1%)                                                  |
| 29 mars 2021 | 550 003†                                                          |                                                                   | 30 331 025 (+2%)                                                  | 30 331 025 (+2%)                                                  |
| 5 avril 2021 | 555 597†                                                          |                                                                   | 30 784 405 (+1%)                                                  | 30 784 405 (+1%)                                                  |
| 12 avril 2021 | 542 363†                                                          |                                                                   | 31 267 359 (+2%)                                                  | 31 267 359 (+2%)                                                  |
| 19 avril 2021 | 567 690†                                                          |                                                                   | 31 737 347 (+2%)                                                  | 31 737 347 (+2%)                                                  |
| 26 avril 2021 | 572 666†                                                          |                                                                   | 32 124 385 (+1%)                                                  | 32 124 385 (+1%)                                                  |
| 3 mai 2021 | 577 500†                                                          |                                                                   | 32 470 920 (+1%)                                                  | 32 470 920 (+1%)                                                  |
| 10 mai 2021 | 582 150†                                                          |                                                                   | 32 743 300 (+1%)                                                  | 32 743 300 (+1%)                                                  |
| 17 mai 2021 | 586 359†                                                          |                                                                   | 32 994 339 (+1%)                                                  | 32 994 339 (+1%)                                                  |
| 24 mai 2021 | 586 359†                                                          |                                                                   | 33 143 246 (+0%)                                                  | 33 143 246 (+0%)                                                  |
| 31 mai 2021 | 586 359†                                                          |                                                                   | 33 264 380 (+0%)                                                  | 33 264 380 (+0%)                                                  |
| 7 juin 2021 | 597 949†                                                          |                                                                   | 33 377 696 (+0%)                                                  | 33 377 696 (+0%)                                                  |
| 14 juin 2021 | 599 945†                                                          |                                                                   | 33 474 692 (+0%)                                                  | 33 474 692 (+0%)                                                  |
| 21 juin 2021 | 602 092†                                                          |                                                                   | 33 554 275 (+0%)                                                  | 33 554 275 (+0%)                                                  |
| 28 juin 2021 | 604 115†                                                          |                                                                   | 33 640 493 (+0%)                                                  | 33 640 493 (+0%)                                                  |
| 5 juillet 2021 | 605 567†                                                          |                                                                   | 33 723 095 (+0%)                                                  | 33 723 095 (+0%)                                                  |
| 12 juillet 2021 | 607 392†                                                          |                                                                   | 33 886 713 (+0%)                                                  | 33 886 713 (+0%)                                                  |
| 19 juillet 2021 | 609 231†                                                          |                                                                   | 34 132 071 (+1%)                                                  | 34 132 071 (+1%)                                                  |
| 26 juillet 2021 | 610 951†                                                          |                                                                   | 34 533 058 (+1%)                                                  | 34 533 058 (+1%)                                                  |
| 2 août 2021 | 613 679†                                                          |                                                                   | 35 131 393 (+2%)                                                  | 35 131 393 (+2%)                                                  |
| 9 août 2021 | 617 321†                                                          |                                                                   | 35 948 131 (+2%)                                                  | 35 948 131 (+2%)                                                  |
| 16 août 2021 | 622 318†                                                          |                                                                   | 36 888 741 (+3%)                                                  | 36 888 741 (+3%)                                                  |
| 23 août 2021 | 629 406†                                                          |                                                                   | 37 935 465 (+3%)                                                  | 37 935 465 (+3%)                                                  |
| 30 août 2021 | 638 711†                                                          |                                                                   | 39 057 368 (+3%)                                                  | 39 057 368 (+3%)                                                  |
| 6 septembre 2021 | 648 998†                                                          |                                                                   | 40 018 318 (+2%)                                                  | 40 018 318 (+2%)                                                  |
| 13 septembre 2021 | 617 321†                                                          |                                                                   | 41 221 266 (+3%)                                                  | 41 221 266 (+3%)                                                  |
| 20 septembre 2021 | 676 059†                                                          |                                                                   | 42 287 755 (+3%)                                                  | 42 287 755 (+3%)                                                  |
| 27 septembre 2021 | 690 426†                                                          |                                                                   | 43 116 432 (+2%)                                                  | 43 116 432 (+2%)                                                  |
| 4 octobre 2021 | 617 321†                                                          |                                                                   | 43 852 255 (+2%)                                                  | 43 852 255 (+2%)                                                  |
| 11 octobre 2021 | 714 055†                                                          |                                                                   | 44 455 949 (+1%)                                                  | 44 455 949 (+1%)                                                  |
| 18 octobre 2021 | 726 196†                                                          |                                                                   | 45 050 910 (+1%)                                                  | 45 050 910 (+1%)                                                  |
| 25 octobre 2021 | 737 316†                                                          |                                                                   | 45 545 583 (+1%)                                                  | 45 545 583 (+1%)                                                  |
| 1er novembre 2021 | 747 033†                                                          |                                                                   | 46 091 924 (+1%)                                                  | 46 091 924 (+1%)                                                  |
| 8 novembre 2021 | 755 636†                                                          |                                                                   | 46 613 141 (+1%)                                                  | 46 613 141 (+1%)                                                  |
| 15 novembre 2021 | 764 363†                                                          |                                                                   | 47 221 549 (+1%)                                                  | 47 221 549 (+1%)                                                  |
| 22 novembre 2021 | 772 343†                                                          |                                                                   | 47 888 123 (+1%)                                                  | 47 888 123 (+1%)                                                  |
| 29 novembre 2021 | 778 601†                                                          |                                                                   | 48 437 955 (+1%)                                                  | 48 437 955 (+1%)                                                  |
| 6 décembre 2021 | 789 742†                                                          |                                                                   | 49 278 242 (+2%)                                                  | 49 278 242 (+2%)                                                  |
| 13 décembre 2021 | 798 710†                                                          |                                                                   | 50 119 422 (+2%)                                                  | 50 119 422 (+2%)                                                  |
| 20 décembre 2021 | 807 952†                                                          |                                                                   | 51 100 782 (+2%)                                                  | 51 100 782 (+2%)                                                  |
| 27 décembre 2021 | 818 371†                                                          |                                                                   | 52 793 407 (+3%)                                                  | 52 793 407 (+3%)                                                  |
| 3 janvier 2022 | 827 753†                                                          |                                                                   | 56 190 946 (+6%)                                                  | 56 190 946 (+6%)                                                  |
| - Sources : Johns Hopkins Coronavirus Resource Center données à 0h00 https://coronavirus.jhu.edu/map.html Historique des données consultable sur ECDC Europa et sur le site statistique privé * Nombre total de cas : morts et malades ; augmentation hebdomadaire en pourcentage. † Nombre de morts. Graphique journalier v · m                    |                                                                   |                                                                   |                                                                   |                                                                   |

Les premiers chiffres suggèrent qu'à la mi-avril 2020, 3 % de la population de Californie a été exposée au coronavirus SARS-CoV-2.
L'épidémie de la maladie à coronavirus a touché certains pans de la société américaine plus que d'autres :
| partie                            | mortalité / 100 000 habitants |
| --------------------------------- | ----------------------------- |
| Afro-Américains                   | 50,3                          |
| Blancs américains                 | 20,7                          |
| Latinos-Américains et hispaniques | 22,9                          |
| Asio-Américains                   | 22,7                          |
| Source: The Guardian              |                               |

Plus de 20 000 Afro-Américains sont tués par le virus, soit un décès pour 2 000 habitants noir des États-Unis, selon The Guardian.

### Excès de mortalité
Le CDC publie le Weekly number of deaths (from all cause).
Le graphique qui aurait dû être présenté ici ne peut pas être affiché car il utilise l'ancienne extension Graph, désactivée pour des questions de sécurité. Des indications pour créer un nouveau graphique avec la nouvelle extension Chart sont disponibles ici.

### Alentours de la ville de New York
Aux États-Unis, l'État de New York est l'un des plus touchés par la mortalité de la Covid-19, notamment dans et autour de la ville de New York. Cela est dû au pic épidémique qui a touché la région de mi-mars 2020 à fin avril 2020.
| Comté        | Surface terrestre (en km²) | Population (2000) | Densité (hab/km²) | Siège             | Décès par comté de résidence au 22 mai 2020 | Décès par million |
| ------------ | -------------------------- | ----------------- | ----------------- | ----------------- | ------------------------------------------- | ----------------- |
| Albany       | 1 354                      | 294 565           | 217,55            | Albany            |                                             |                   |
| Allegany     | 2 668                      | 49 927            | 18,71             | Belmont           |                                             |                   |
| Bronx        | 108,9                      | 1 332 650         | 12 237,37         | Ville de New York | 3169                                        | 2377.9687089633   |
| Broome       | 1 829                      | 200 536           | 109,64            | Binghamton        |                                             |                   |
| Cattaraugus  | 3 362                      | 83 955            | 24,97             | Little Valley     |                                             |                   |
| Cayuga       | 1 798                      | 81 963            | 45,59             | Auburn            |                                             |                   |
| Chautauqua   | 2 751                      | 136 409           | 49,59             | Mayville          |                                             |                   |
| Chemung      | 1 057                      | 91 070            | 86,16             | Elmira            |                                             |                   |
| Chenango     | 2 317                      | 51 401            | 22,18             | Norwich           |                                             |                   |
| Clinton      | 2 691                      | 79 894            | 29,69             | Plattsburgh       |                                             |                   |
| Columbia     | 1 647                      | 63 094            | 38,31             | Hudson            |                                             |                   |
| Cortland     | 1 295                      | 48 599            | 37,53             | Cortland          |                                             |                   |
| Delaware     | 3 745                      | 48 055            | 12,83             | Delhi             |                                             |                   |
| Dutchess     | 2 076                      | 295 146           | 142,17            | Poughkeepsie      | 135                                         | 457               |
| Érié         | 2 704                      | 950 265           | 351,43            | Buffalo           | 460                                         | 484.07549473042   |
| Essex        | 4 651                      | 38 851            | 8,35              | Elizabethtown     |                                             |                   |
| Franklin     | 4 226                      | 51 134            | 12,10             | Malone            |                                             |                   |
| Fulton       | 1 285                      | 55 073            | 42,86             | Johnstown         |                                             |                   |
| Genesee      | 1 279                      | 60 370            | 47,20             | Batavia           |                                             |                   |
| Greene       | 1 678                      | 48 195            | 28,72             | Catskill          |                                             |                   |
| Hamilton     | 4 455                      | 5 379             | 1,21              | Lake Pleasant     |                                             |                   |
| Herkimer     | 3 654                      | 64 427            | 17,63             | Herkimer          |                                             |                   |
| Jefferson    | 3 294                      | 111 738           | 33,92             | Watertown         |                                             |                   |
| Kings        | 182,9                      | 2 465 326         | 13 479,10         | Ville de New York | 4805                                        | 1949.0322983654   |
| Lewis        | 3 302                      | 26 944            | 8,16              | Lowville          |                                             |                   |
| Livingston   | 1 637                      | 64 328            | 39,30             | Geneseo           |                                             |                   |
| Madison      | 1 699                      | 69 441            | 40,87             | Wampsville        |                                             |                   |
| Monroe       | 1 707                      | 735 343           | 430,78            | Rochester         | 172                                         | 234               |
| Montgomery   | 1 046                      | 49 708            | 47,52             | Fonda             |                                             |                   |
| Nassau       | 743                        | 1 334 544         | 1 796,16          | Mineola           | 2087                                        | 1564              |
| New York     | 59,5                       | 1 537 195         | 25 835,21         | Ville de New York | 1979                                        | 1483              |
| Niagara      | 1 354                      | 219 846           | 162,37            | Lockport          |                                             |                   |
| Oneida       | 3 028                      | 235 469           | 77,76             | Utica             |                                             |                   |
| Onondaga     | 2 020                      | 458 336           | 226,90            | Syracuse          | 97                                          | 212               |
| Ontario      | 1 668                      | 100 224           | 60,09             | Canandaigua       |                                             |                   |
| Orange       | 2 114                      | 341 367           | 161,48            | Goshen            | 360                                         | 1055              |
| Orleans      | 1 013                      | 44 171            | 43,60             | Albion            |                                             |                   |
| Oswego       | 2 468                      | 122 377           | 49,59             | Oswego            |                                             |                   |
| Otsego       | 2 598                      | 61 676            | 23,74             | Cooperstown       |                                             |                   |
| Putnam       | 598                        | 95 745            | 160,11            | Carmel            |                                             |                   |
| Queens       | 282,9                      | 2 229 379         | 7 880,45          | Ville de New York | 4853                                        | 2176.839379935    |
| Rensselaer   | 654                        | 152 538           | 233,24            | Troy              |                                             |                   |
| Richmond     | 151,5                      | 443 728           | 2 928,90          | Ville de New York | 714                                         | 1609              |
| Rockland     | 451                        | 286 753           | 635,82            | New City          | 489                                         | 1705              |
| Saratoga     | 2 103                      | 200 635           | 95,40             | Ballston Spa      |                                             |                   |
| Schenectady  | 534                        | 146 555           | 274,45            | Schenectady       |                                             |                   |
| Schoharie    | 1 611                      | 31 582            | 19,60             | Schoharie         |                                             |                   |
| Schuyler     | 850                        | 19 224            | 22,62             | Watkins Glen      |                                             |                   |
| Seneca       | 671                        | 33 342            | 49,69             | Ovid et Waterloo  |                                             |                   |
| St. Lawrence | 6 957                      | 111 931           | 16,09             | Canton            |                                             |                   |
| Steuben      | 3 608                      | 98 726            | 27,36             | Bath              |                                             |                   |
| Suffolk      | 2 363                      | 1 419 369         | 600,66            | Riverhead         | 1822                                        | 1284              |
| Sullivan     | 2 512                      | 73 966            | 29,45             | Monticello        |                                             |                   |
| Tioga        | 1 343                      | 51 784            | 38,56             | Owego             |                                             |                   |
| Tompkins     | 1 191                      | 96 501            | 81,03             | Ithaca            |                                             |                   |
| Ulster       | 2 916                      | 177 749           | 60,96             | Kingston          |                                             |                   |
| Warren       | 2 253                      | 63 303            | 28,10             | Queensbury        |                                             |                   |
| Washington   | 2 165                      | 61 042            | 28,19             | Fort Edward       |                                             |                   |
| Wayne        | 1 564                      | 93 765            | 59,95             | Lyons             |                                             |                   |
| Westchester  | 1 121                      | 923 459           | 823,78            | White Plains      | 1327                                        | 1437              |
| Wyoming      | 1 534                      | 43 424            | 28,31             | Warsaw            |                                             |                   |
| Yates        | 875                        | 24 621            | 28,14             | Penn Yan          |                                             |                   |

| Comté     | Surface terrestre (en km²) | Population (2000) | Densité (hab/km²) | Siège | Décès par comté de résidence au 22 mai 2020 | Décès par million |
| --------- | -------------------------- | ----------------- | ----------------- | ----- | ------------------------------------------- | ----------------- |
| Hudson    | 121                        | 608975            | 5032,85           |       | 1138                                        | 1868.7            |
| Essex     | 327                        | 793633            | 2427,01           |       | 1588                                        | 2000.9            |
| Union     | 268                        | 522541            | 1949,78           |       | 1022                                        | 1955.8            |
| Bergen    | 606                        | 884118            | 1458,94           |       | 1521                                        | 1720.4            |
| Passaic   | 480                        | 489049            | 1018,85           |       | 888                                         | 1815.8            |
| Middlesex | 802                        | 750162            | 935,36            |       | 942                                         | 1255.7            |
| Morris    | 1215                       | 470212            | 387,01            |       | 590                                         | 1254.8            |
| Somerset  | 789                        | 297490            | 377,05            |       | 397                                         | 1334.5            |

Le graphique qui aurait dû être présenté ici ne peut pas être affiché car il utilise l'ancienne extension Graph, désactivée pour des questions de sécurité. Des indications pour créer un nouveau graphique avec la nouvelle extension Chart sont disponibles ici.

#### Données officielles
- Organisation mondiale de la santé
  - (en) Rapports quotidiens de l'OMS,
  - (en) WHO Coronavirus disease (COVID-19) Situation Dashboard
  - (en) WHO Emergency Public dashboard.
- CEPCM
  - (en) Situation update worldwide.

#### Données de référence
- (en) Coronavirus COVID-19 Global Cases du Center for Systems Science and Engineering (CSSE) de l'Université Johns-Hopkins, sous la dir. de Lauren Gardner (en), Ensheng Dong et Hongru Du (github).
- (en) Coronavirus Disease (COVID-19) – Statistics and Research de Our World in Data, sous la dir. de Max Roser, Hannah Ritchie, Esteban Ortiz-Ospina et Joe Hasell (github).
- (fr) Courbe d'évolution de l'épidémie aux États-Unis comparée à celles d'autres pays européens (Coronavir.org, données European Centre for Disease Prevention and Control)

#### Presse et institutions privées
- (en) Coronavirus in the U.S.: Latest Map and Case Count du New York Times (github).
- (en) COVID-19 Projections [prospectives] de l'Institute for Health Metrics and Evaluation